# Kurosawa Akira
Kurosawa Akira (Nhật: 黒澤 明 (Hắc Trạch Minh) Hepburn: Kurosawa Akira,  23 tháng 3 năm 1910 - 6 tháng 9 năm 1998) là một nhà làm phim người Nhật. Được coi là một trong những nhà làm phim quan trọng và có ảnh hưởng nhất trong lịch sử điện ảnh, Kurosawa đã đạo diễn 30 bộ phim trong sự nghiệp kéo dài 57 năm.
Kurosawa gia nhập nền công nghiệp điện ảnh Nhật Bản vào năm 1936, sau một thời gian ngắn làm họa sĩ. Sau nhiều năm làm phim với tư cách là trợ lý đạo diễn và người viết kịch bản, ông đã xuất hiện lần đầu tiên với tư cách đạo diễn vào năm 1943, trong thời gian diễn ra Chiến tranh thế giới thứ hai, với bộ phim hành động nổi tiếng Sanshiro Sugata (có tên khác là Judo Saga). Sau chiến tranh, bộ phim nhận sự tán dương của giới phê bình Tuý thiên sứ (1948), trong đó Kurosawa đã tuyển nam diễn viên vẫn còn vô danh lúc đó là Mifune Toshirō vào một vai chính, đã củng cố danh tiếng của đạo diễn như một trong những nhà làm phim trẻ tuổi quan trọng nhất tại Nhật Bản. Hai người này sẽ tiếp tục cộng tác trong 15 bộ phim khác. Vợ ông, Yaguchi Yōko, cũng là một nữ diễn viên trong một bộ phim của ông.
Rashōmon, ra mắt ở Tokyo vào tháng 8 năm 1950, và cũng do Mifune thủ vai chính, đã trở thành, vào ngày 10 tháng 9 năm 1951, bộ phim chiến thắng một cách bất ngờ của giải Sư tử vàng tại Liên hoan phim Venice, và sau đó được phát hành ở Châu Âu và Bắc Mỹ. Thành công về mặt thương mại và phê bình của bộ phim này đã lần đầu tiên mở ra thị trường phim phương Tây cho các sản phẩm của ngành điện ảnh Nhật Bản, dẫn đến sự công nhận quốc tế cho các nhà làm phim Nhật Bản khác. Trong suốt những năm 1950 và đầu những năm 1960, Kurosawa chỉ đạo khoảng một bộ phim mỗi năm, bao gồm một số bộ phim được đánh giá cao như Ikiru (1952), Bảy võ sĩ (1954) và Yojimbo (1961). Vào nửa sau thập niên 1960, ông trở nên kém sung sức hơn, nhưng tác phẩm sau đó của ông—bao gồm hai thiên sử thi cuối cùng của ông, Kagemusha (1980) và Ran (1985)—tiếp tục giành được các giải thưởng, bao gồm giải Cành cọ vàng cho Kagemusha, mặc dù thường của các giải thưởng nước ngoài hơn là trong Nhật Bản.
Năm 1990, ông nhận giải Oscar cho Thành tựu Trọn đời. Sau khi mất, ông được tạp chí AsianWeek và CNN bình chọn là "Người châu Á của thế kỷ" trong hạng mục "Nghệ thuật, Văn học và Văn hoá", được trích dẫn là "một trong những [năm] người đã đóng góp nhiều nhất vào việc cải thiện châu Á trong 100 năm qua". Sự nghiệp của ông đã được tôn vinh bởi nhiều nghiên cứu hồi tưởng, phê bình và tiểu sử trong cả ấn bản in và video, và thông qua các bản phát hành trong nhiều định dạng phương tiện tiêu dùng.

## Tiểu sử

### Tuổi thơ và những năm chiến tranh (1910-45)

#### Tuổi thơ và thời trai trẻ (1910-35)
Kurosawa sinh ngày 23 tháng 3 năm 1910 tại Ōimachi ở quận Ōmori, Ōta, Tōkyō. Người cha Isamu của ông là thành viên của một gia tộc samurai trong quá khứ ở tỉnh Akita, là giám đốc trường cấp hai của Học viện Giáo dục Thể chất Quân đội, trong khi mẹ ông là Shima (1870-1952) đến từ một gia đình thương gia sống ở Osaka. Khi sinh Kurosawa, bà Shima đã 40 tuổi còn ông Isamu đã 45 tuổi. Akira là con thứ tám và là con út của gia đình trung lưu khá giả, với hai người anh đã trưởng thành vào lúc cậu sinh ra và một người đã mất, để lại Kurosawa lớn lên cùng với ba chị gái và một anh trai.
Ngoài việc thúc đẩy tập luyện thể dục, Kurosawa Isamu cũng tỏ ra cởi mở với những truyền thống phương Tây, và xem nghệ thuật sân khấu và điện ảnh như một phương tiện để giáo dục con cái. Ông khuyến khích các con mình xem phim ảnh; Akira còn nhỏ tuổi đã được xem bộ phim đầu tiên của mình ở tuổi lên sáu. Một ảnh hưởng quan trọng đã được hình thành là giáo viên tiểu học của Kurosawa, ông Tachikawa, người có những hoạt động giáo dục tiến bộ đã thắp lên ngọn lửa trong người học trò trẻ của mình trước hết là tình yêu hội họa và sau đó là niềm hào hứng với giáo dục nói chung. Trong thời gian này, cậu bé cũng học về thuật thư pháp và kiếm thuật kendo.
Một người khác có ảnh hưởng lớn đến ông thuở nhỏ là Kurosawa Heigo, người anh ruột hơn Akira bốn tuổi. Sau hậu quả của trận Đại thảm họa động đất Kantō năm 1923, thảm hoạ đã phá huỷ Tokyo, Heigo dắt cậu em Akira 13 tuổi ra đường chứng kiến cảnh hoang tàn. Khi cậu em trẻ tuổi Akira định quay đầu đi để khỏi phải nhìn thấy những cảnh đó, Heigo đã thuyết phục cậu không làm như vậy, thay vào đó khuyến khích Akira đối mặt với những nỗi sợ hãi của mình bằng cách trực tiếp đối mặt với chúng. Một số nhà bình luận cho rằng sự kiện này sẽ ảnh hưởng đến sự nghiệp nghệ thuật của Kurosawa, vì vị đạo diễn này hiếm khi do dự khi đối mặt với những sự thật khó chịu trong công việc của mình.
Heigo có năng khiếu về học vấn, nhưng ngay sau khi thất bại trong việc giành được vị trí trong trường trung học hàng đầu ở Tokyo, anh bắt đầu tự tách mình khỏi phần còn lại của gia đình, thích tập trung vào sự quan tâm của ông đối với văn học nước ngoài. Vào cuối những năm 1920, Heigo đã trở thành một benshi (người thuyết minh cho phim câm) cho các rạp chiếu phim ở Tokyo chiếu các bộ phim nước ngoài, và nhanh chóng tạo nên tên tuổi cho bản thân. Akira, người vào thời điểm này dự định trở thành một họa sĩ, đã chuyển tới sống cùng anh trai, và hai anh em trở nên không thể tách rời. Thông qua Heigo, Akira háo hức tiếp nhận không chỉ điện ảnh, mà còn cả kịch nghệ và biểu diễn xiếc, trong khi trưng bày các bức tranh của mình và làm việc cho tổ chức cánh tả Liên minh Vô sản Nghệ sĩ. Tuy nhiên, ông không bao giờ có thể kiếm sống được bằng các tác phẩm của mình, và, khi ông bắt đầu nhận thấy phần lớn phong trào vô sản là việc "đưa những lý tưởng chính trị không thành lên trên tấm vải bạt", ông đã mất đi lòng nhiệt tình với hội họa.
Với việc tăng cường sản xuất phim có thoại vào đầu những năm 1930, những người thuyết minh cho phim như Heigo bắt đầu rơi vào cảnh mất việc, và Akira đã chuyển về nhà với cha mẹ. Tháng 7 năm 1933, Heigo đã tự vẫn. Kurosawa đã bình luận về cảm giác mất mát sau cùng mà ông cảm thấy khi anh mình qua đời và một chương trong tự truyện của ông (Một thứ tựa như tự truyện) đã mô tả nó—được viết gần nửa thế kỷ sau sự kiện này—mang tựa đề, "Một câu chuyện tôi không muốn kể." Chỉ bốn tháng sau đó, đến lượt người anh cả của Kurosawa cũng qua đời, để lại Akira, ở tuổi 23, trở thành đứa con trai duy nhất còn sống trong ba anh em nhà Kurosawa, cùng với hai người chị gái.

#### Rèn luyện công việc đạo diễn (1935–41)

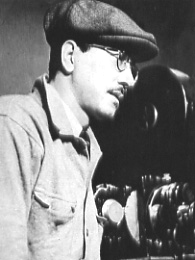
Yamamoto Kajirō là người dẫn dắt trong những ngày đầu của Kurosawa. Kurosawa là trợ lý đạo diễn cho hơn mười hai bộ phim của Yamamoto.

Năm 1935, xưởng phim mới Photo Chemical Laboratories, hay P.C.L. (sau này trở thành một xưởng phim quan trọng, Toho), đăng quảng cáo tìm trợ lý đạo diễn. Mặc dù trước đây chưa từng có hứng thú với việc làm việc trong ngành điện ảnh, Kurosawa đã gửi bài luận theo yêu cầu, với đề bài yêu cầu người nộp đơn thảo luận về những thiếu sót cơ bản của nền điện ảnh Nhật Bản và tìm ra phương thức để khắc phục chúng. Trong bài luận, Kurosawa viết với một quan điểm nửa đùa nửa thật, rằng nếu những thiếu sót này mang tính nền tảng, thì chẳng có cách nào để sửa chúng cho đúng được. Bài luận của Kurosawa đã giúp ông nhận được cuộc gọi từ xưởng phim nhằm thực hiện các bài kiểm tra tiếp theo, và đạo diễn Yamamoto Kajirō, nằm trong số các giám khảo, tỏ ra ưa thích Kurosawa và nhấn mạnh rằng xưởng phim sẽ thuê ông. Kurosawa, lúc đó 25 tuổi, đã gia nhập P.C.L. vào tháng 2 năm 1936.
Trong suốt năm năm làm trợ lý đạo diễn, Kurosawa đã làm việc với nhiều đạo diễn, nhưng sau cùng, nhân vật quan trọng có ảnh hưởng nhất đến sự phát triển của ông là Yamamoto. Trong 24 bộ phim mà ông tham gia với vai trò trợ lý đạo diễn, có 17 phim ông làm việc dưới quyền của Yamamoto, nhiều trong số đó là các phim hài với sự tham gia của diễn viên nổi tiếng Enomoto Ken'ichi, được biết đến với tên gọi "Enoken". Yamamoto đã nuôi dưỡng tài năng của Kurosawa, quảng bá ông trực tiếp từ ba trợ lý đạo diễn khác tới trưởng trợ lý đạo diễn sau một năm làm việc. Những trách nhiệm của Kurosawa trong xưởng phim tiếp tục tăng lên, ông làm đủ mọi công việc khác nhau từ xây dựng bối cảnh và phát triển phim cho tới tìm kiếm địa điểm, chỉnh sửa kịch bản lần cuối, diễn tập, điều chỉnh ánh sáng, lồng tiếng, biên tập và chỉ đạo diễn xuất thứ hai. Trong bộ phim cuối cùng trong số những bộ phim mà Kurosawa làm trợ lý đạo diễn cho Yamamoto, Con ngựa (Uma, 1941), Kurosawa đã đảm nhiệm hầu hết quá trình sản xuất bộ phim, khi mà người hướng dẫn của ông phải giám sát những bộ phim khác.
Một lời khuyên quan trọng mà Yamamoto dành cho Kurosawa là một đạo diễn tốt cần phải giỏi về biên kịch. Kurosawa sớm nhận ra rằng thu nhập tiềm năng từ các kịch bản của ông cao hơn nhiều so với công việc trợ lý đạo diễn. Kurosawa sau này đều tự viết hoặc cộng tác cùng những nhà biên kịch khác viết kịch bản cho toàn bộ các phim của ông. Ông cũng thường xuyên viết kịch bản cho các đạo diễn khác như bộ phim phản chiến của đạo diễn Yamamoto Satsuo, Dực khải ca (Tsubasa no gaika, 1942). Công việc biên kịch ngoài lề này sẽ là nguồn sinh lời phụ cho Kurosawa kéo dài cho tới những năm 1960, rất lâu sau khi ông đã nổi tiếng trên toàn thế giới.

#### Phim thời chiến và kết hôn (1942–45)
Trong hai năm sau khi bộ phim Con ngựa ra mắt vào năm 1941, Kurosawa tìm kiếm một câu chuyện mà ông có thể sử dụng để khởi đầu sự nghiệp đạo diễn của mình. Tới cuối năm 1942, khoảng một năm sau trận tấn công Trân Châu Cảng của Nhật Bản, tiểu thuyết gia Tomita Tsuneo đã xuất bản tiểu thuyết judo chịu ảnh hưởng từ Musashi Miyamoto, Sanshiro Sugata, mà các quảng cáo tạo sự thích thú cho Kurosawa. Ông đã mua quyển sách này vào ngày ra mắt, đọc một mạch từ đầu đến cuối và ngay lập tức yêu cầu Toho bảo vệ quyền thực hiện bộ phim. Bản năng ban đầu của Kurosawa đã được chứng minh là chính xác, khi trong vòng vài ngày, ba xưởng phim lớn khác của Nhật Bản cũng đã đề nghị mua quyền thực hiện. Toho chiếm được ưu thế, và Kurosawa bắt đầu thực hiện quá trình tiền kì cho bộ phim đầu tiên ông thực hiện với vai trò đạo diễn.

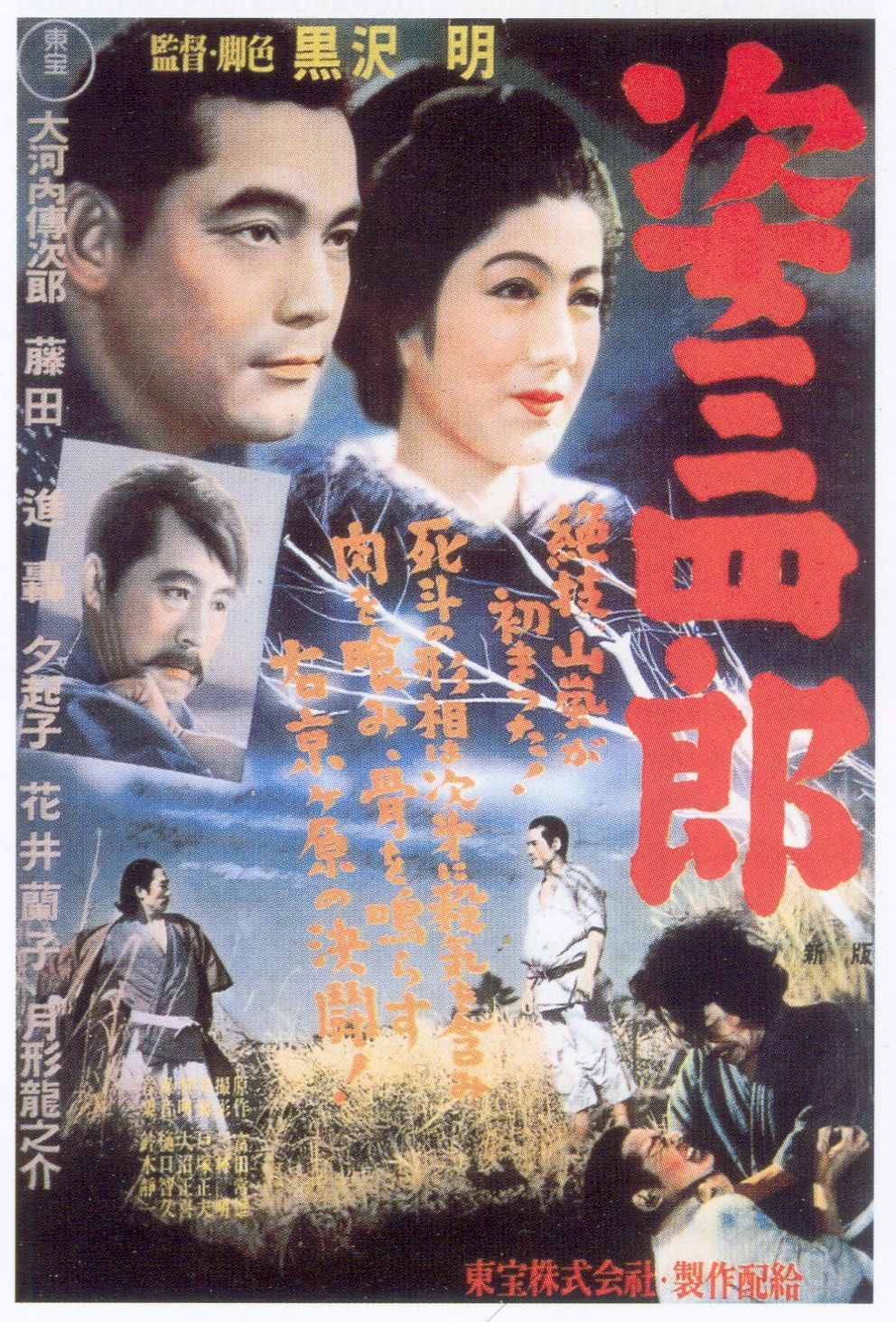
Áp phích quảng cáo bộ phim đầu tay của Kurosawa, Sanshiro Sugata năm 1943, với vai trò đạo diễn hoàn toàn.

Quá trình quay phim Sugata Sanshirō bắt đầu tại địa điểm ở Yokohama vào tháng 12 năm 1942. Quá trình sản xuất diễn ra suôn sẻ, nhưng việc hoàn thành bộ phim để qua được khâu kiểm duyệt là một vấn đề hoàn toàn khác. Văn phòng kiểm duyệt coi tác phẩm này có thiên hướng "Anh-Mỹ" theo tiêu chuẩn của Nhật Bản thời chiến, và chỉ được thông qua nhờ sự can thiệp của đạo diễn Ozu Yasujirō, người đã bảo vệ cho bộ phim, giúp cho Sanshiro Sugata cuối cùng được chấp thuận cho ra mắt vào ngày 25 tháng 3 năm 1943, khi ấy Kurosawa mới 33 tuổi. Bộ phim sau đó là một thành công về mặt thương mại cũng như nhận được sự tán dương từ giới phê bình. Tuy nhiên, văn phòng kiểm duyệt sau đó đã quyết định cắt bỏ khoảng 18 phút cảnh quay, phần nhiều trong số đó được coi là đã thất lạc.
Ông sau đó đã chuyển sang chủ đề về những nữ công nhân nhà máy thời chiến trong Điều tươi đẹp nhất, bộ phim tuyên truyền mà ông đã quay theo một phong cách bán-tài liệu vào đầu năm 1944. Để có được diễn xuất thực tế từ các nữ diễn viên của mình, đạo diễn đã cho họ sống trong một nhà máy trong quá trình quay phim, ăn uống thực phẩm của nhà máy và gọi nhau bằng tên nhân vật của họ. Ông cũng sẽ sử dụng những phương thức tương tự với các diễn viên của mình trong suốt sự nghiệp đạo diễn.
Trong suốt quá trình sản xuất, nữ diễn viên đóng vai thủ lĩnh công nhân nhà máy, Yaguchi Yōko, đã được các đồng nghiệp lựa chọn để trình bày các yêu cầu của họ với đạo diễn. Bà và Kurosawa liên tục mâu thuẫn trong suốt thời gian này, và thông qua những lần tranh luận này, hai người, một cách nghịch lý, trở nên gần gũi với nhau. Họ kết hôn vào ngày 21 tháng 5 năm 1945, khi Yaguchi đã có thai hai tháng (bà không bao giờ quay lại công việc diễn xuất), và cặp đôi này gắn bó với nhau cho tới khi Yaguchi qua đời vào năm 1985. Họ có hai người con: một con trai, Hisao, sinh ngày 20 tháng 12 năm 1945, người sẽ là nhà sản xuất cho một vài dự án cuối cùng của cha mình, và Kazuko, một con gái, sinh ngày 29 tháng 4 năm 1954, người sau này trở thành một nhà thiết kế trang phục.
Ngay trước khi kết hôn, Kurosawa đã bị xưởng phim tạo áp lực phải chỉ đạo phần tiếp theo của bộ phim ra mắt của ông. Sugata Sanshirō II, bộ phim nhằm mục tiêu tuyên truyền hiển nhiên, ra mắt tháng 5 năm 1945, thường bị coi là một trong những tác phẩm yếu nhất của ông.
Kurosawa đã quyết định viết kịch bản cho một bộ phim có thể vừa dễ dàng qua được kiểm duyệt và vừa tốn ít chi phí sản xuất. Người dẫm lên đuôi hổ, dựa trên vở kịch Kabuki Kanjinchō và do diễn viên hài Enoken đảm nhiệm vai chính, người mà Kurosawa từng thường xuyên làm việc cùng trong thời gian là trợ lý đạo diễn, được hoàn thành vào tháng 9 năm 1945. Vào thời gian này, Nhật Bản đã đầu hàng phe Đồng minh và quá trình chiếm đóng Nhật Bản bắt đầu. Những tiêu chuẩn kiểm duyệt mới của Hoa Kỳ cho rằng các giá trị đã quảng cáo bị cáo buộc trong bộ phim là quá "phong kiến" và cấm phát hành tác phẩm này. Trớ trêu thay, trong quá trình sản xuất, bộ phim vốn đã bị thẳng tay kiểm duyệt bởi chế độ thời chiến vì quá mang phong cách phương Tây và quá "dân chủ" (họ đặc biệt không thích nhân vật người khuân hành lý mang nét hài kịch của Enoken), do đó bộ phim hầu như không thể thấy tương lai của mình ngay cả sau khi chiến cuộc đã kết thúc. Nó sẽ không được ra mắt cho đến năm 1952, năm mà một bộ phim khác của Kurosawa, Ikiru, cũng được ra mắt.

### Những năm đầu sau chiến tranh cho tớiRâu đỏ(1946–1965)

#### Các tác phẩm đầu sau chiến tranh (1946–50)
Sau chiến tranh, Kurosawa, chịu ảnh hưởng bởi lý tưởng dân chủ của lực lượng Đồng minh, quyết định sẽ theo đuổi mục tiêu làm phim nhằm thiết lập một sự tôn trọng mới đối với cá nhân và bản ngã con người. Bộ phim đầu tiên theo phong cách này, Thanh xuân không hối tiếc (1946), lấy cảm hứng từ cả sự kiện Takigawa năm 1933 và vụ gián điệp chiến tranh Ozaki Hotsumi, đã chỉ trích thể chế trước chiến tranh của Nhật Bản vì sự đàn áp chính trị của nó. Một bộ phim không điển hình cho phong cách của tác giả, nhân vật anh hùng trung tâm là một phụ nữ, Yukie (Hara Setsuko), người sinh ra trong tầng lớp trung lưu đặc quyền, bắt đầu đặt câu hỏi về những giá trị của mình trong thời kỳ khủng hoảng chính trị. Bản gốc đã được viết lại hầu hết, và vì chủ đề gây tranh cãi (và vì nhân vật chính là phụ nữ), tác phẩm hoàn chỉnh đã chia các nhà phê bình làm hai phe, nhưng nó vẫn giành được sự chấp nhận từ phía khán giả, đã biến các cụm từ được sáng tạo từ tựa đề phim thành một câu cửa miệng quen thuộc sau chiến tranh.
Bộ phim tiếp theo, Ngày chủ nhật kỳ diệu ra mắt vào tháng 7 năm 1947 và nhận được phản hồi nhiều chiều. Đây là một câu chuyện tình tình tương đối đơn giản và tình cảm của một cặp vợ chồng nghèo thời hậu chiến đang cố gắng tận hưởng, trong khung cảnh hoang tàn của Tokyo sau chiến tranh, một ngày nghỉ trong tuần của họ. Bộ phim chịu ảnh hưởng từ Frank Capra, D. W. Griffith và F. W. Murnau, mỗi người trong đó đều là đạo diễn yêu thích của Kurosawa. Một bộ phim khác ra mắt vào năm 1947 với sự tham gia của Kurosawa là bộ phim kinh dị phiêu lưu hành động, Tận cùng ngân lĩnh, đạo diễn bởi Taniguchi Senkichi với kịch bản từ Kurosawa. Bộ phim này đánh dấu sự ra mắt của diễn viên rất nổi tiếng sau này, Mifune Toshirō. Kurosawa, cùng với người thầy Yamamoto, đã can thiệp để thuyết phục Toho ký hợp đồng với Mifune, trong một buổi thử vai khi mà chàng trai trẻ đã gây ấn tượng mạnh cho Kurosawa, song lại không giành được mấy thiện cảm từ hầu hết các giám khảo khác.
Tuý thiên sứ thường được xem là tác phẩm chính đầu tiên của đạo diễn. Mặc dù phần kịch bản, giống như tất cả các tác phẩm trong thời kỳ bị chiếm đóng của Kurosawa, bị buộc phải viết lại do sự kiểm duyệt từ Hoa Kỳ, Kurosawa cảm thấy rằng đây là bộ phim đầu tiên mà ông có thể thể hiện bản thân mình một cách tự do. Câu chuyện thực tế một cách bạo dạn của một bác sĩ cố gắng cứu một tay anh chị (yakuza) bị bệnh lao, đây cũng là bộ phim đầu tiên của đạo diễn với Mifune Toshirō, người sẽ đóng vai chính hoặc một trong những vai chính trong tất cả các bộ phim, ngoại trừ một bộ phim (Ikiru), trong 16 phim tiếp theo của đạo diễn. Trong khi Mifune không được đóng vai chính trong Tuý thiên sứ, diễn xuất bùng nổ của anh trong vai tay anh chị thống trị bộ phim, đã vượt qua cả nhân vật chính, người bác sĩ nghiện rượu do Shimura Takashi thủ vai, người đã từng xuất hiện trong một số bộ phim của Kurosawa. Tuy nhiên, Kurosawa không muốn giấu giếm sinh khí đầy mê hoặc của diễn viên trẻ này, và nhân vật nổi loạn của Mifune đã gây sốc cho khán giả theo cách mà thái độ đầy thách thức của Marlon Brando sẽ khiến khán giả Mỹ phải ngạc nhiên vài năm sau đó. Bộ phim được công chiếu lần đầu tại Tokyo vào tháng 4 năm 1948 và nhận được sự khen ngợi nồng nhiệt, và được lựa chọn bởi cuộc bỏ phiếu của tạp chí uy tín Kinema Junpo là phim xuất sắc nhất của năm, là bộ phim đầu tiên trong ba bộ phim của Kurosawa nhận được vinh dự này.
Kurosawa, cùng nhà sản xuất Motoki Sōjirō và những đạo diễn đồng nghiệp cũng như bạn bè như Yamamoto Kajiro, Naruse Mikio và Taniguchi Senkichi đã thành lập một đơn vị sản xuất độc lập mới gọi là Film Art Association (Hiệp hội Nghệ thuật Phim - Eiga Geijutsu Kyōkai). Với tác phẩm ra mắt của tổ chức này, và là bộ phim đầu tiên của xưởng phim Daiei, Kurosawa đã đổi hướng sang một vở kịch đương đại của Kikuta Kazuo và, cùng với Taniguchi, chuyển thể nó lên màn ảnh. Quyết đấu trong yên lặng với Mifune Toshirō thủ vai chính là một bác sĩ trẻ duy tâm đang đấu tranh với bệnh giang mai, một cố gắng có chủ ý của Kurosawa để chuyển hướng diễn viên này khỏi việc bị đóng đinh vào hình tượng dân anh chị. Ra mắt vào tháng 3 năm 1949, bộ phim là một thành công phòng vé, nhưng thường bị coi là một trong những thành tựu dưới phong độ của đạo diễn.
Bộ phim thứ hai của ông vào năm 1949, cũng do Film Art Association sản xuất và Shintoho phát hành, là Con chó đi lạc. Đó là một bộ phim trinh thám (có lẽ là bộ phim quan trọng đầu tiên của Nhật Bản trong thể loại này) khám phá tâm trạng của một Nhật Bản trong quá trình phục hồi đầy đau đớn sau chiến tranh của mình thông qua câu chuyện về một thám tử trẻ, do Mifune đóng, và việc anh chăm chú vào việc có thể tìm lại được khẩu súng lục của mình, bị đánh cắp bởi một cựu chiến binh chiến tranh nghèo xơ xác, người bắt đầu sử dụng nó để cướp của và giết người. Được chuyển thể từ cuốn tiểu thuyết chưa được xuất bản của Kurosawa theo phong cách của một tác giả yêu thích của ông, Georges Simenon, bộ phim là sự hợp tác đầu tiên với nhà biên kịch Kikushima Ryuzo, người sau này sẽ giúp đỡ trong việc viết kịch bản cho tám bộ phim khác của Kurosawa. Một trường đoạn nổi tiếng, hầu như không có thoại, kéo dài hơn tám phút, cho thấy thám tử, cải trang thành một cựu chiến binh nghèo khó, lang thang trên đường phố để tìm kiếm tên trộm súng; nó đã sử dụng các cảnh quay thực tế của những khu phố lân cận bị tàn phá bởi chiến tranh của Tokyo do người bạn của Kurosawa, Honda Ishirō, đạo diễn tương lai của Godzilla, thực hiện. Bộ phim được coi là tiền thân của các thể loại phim tội phạm cảnh sát và đôi bạn cảnh sát đương đại.
Scandal, phát hành bởi Shochiku vào tháng 4 năm 1950, được lấy cảm hứng từ những trải nghiệm cá nhân của đạo diễn, và sự tức giận đối với giới báo chí hạ cấp Nhật Bản. Tác phẩm là sự kết hợp đầy tham vọng của thể loại chính kịch xử án và vấn đề xã hội về tự do ngôn luận và trách nhiệm cá nhân, nhưng ngay cả Kurosawa cũng coi sản phẩm cuối cùng đột ngột không có sự tập trung và không đạt yêu cầu, và gần như tất cả các nhà phê bình đều đồng ý với điều này. Tuy nhiên, bộ phim thứ hai trong năm 1950 của Kurosawa, Rashōmon, cuối cùng sẽ giành được cho ông và cho nền điện ảnh Nhật Bản một thế hệ khán giả toàn cầu hoàn toàn mới.

#### Công nhận quốc tế (1950–58)
Sau khi hoàn thành Scandal, Kurosawa được xưởng phim Daiei tiếp cận và yêu cầu làm thêm một bộ phim khác cho họ. Kurosawa đã chọn một kịch bản của một nhà biên kịch trẻ đầy tham vọng, Hashimoto Shinobu, người sẽ làm việc cùng Kurosawa trong chín bộ phim. Nỗ lực chung đầu tiên của họ dựa trên truyện ngắn mang tính thử nghiệm "Trong bụi rậm" của Akutagawa Ryūnosuke, kể lại vụ giết hại một samurai và sự hãm hiếp vợ anh ta từ những khía cạnh khác biệt và xung đột lẫn nhau. Kurosawa đã nhìn thấy tiềm năng trong kịch bản, và với sự giúp đỡ của Hashimoto, ông đã hoàn thiện, mở rộng nó và sau đó đề xuất với Daiei, những người rất vui vẻ chấp thuận dự án vì ngân sách thấp.
Quá trình quay phim Rashomon bắt đầu vào ngày 7 tháng 7 năm 1950, và sau khi làm việc tại trường quay ngoài trời mở rộng ở khu rừng nguyên sinh tại Nara, kết thúc vào ngày 17 tháng 8. Chỉ có một tuần để thực hiện hậu kỳ một cách vội vã, bị cản trở bởi một vụ cháy ở xưởng phim, bộ phim hoàn chỉnh được ra mắt tại Nhà hát Hoàng gia Tokyo vào ngày 25 tháng 8 và mở rộng trên toàn quốc vào ngày tiếp theo. Bộ phim bị phản hồi với những bình luận lãnh đạm, khi nhiều nhà phê bình tỏ ra bối rối với chủ đề và cách xử lý độc đáo của nó, nhưng vẫn là một thành công tương đối về mặt doanh thu cho Daiei.

Tác giả yêu thích của Kurosawa là Dostoyevsky, tiểu thuyết Chàng ngốc của ông đã được Kurosawa chuyển thể thành phiên bản phim năm 1951.

Bộ phim tiếp theo của Kurosawa, do Shochiku phát hành, là Chàng ngốc, một phiên bản chuyển thể từ tiểu thuyết của nhà văn yêu thích của đạo diễn, Fyodor Dostoyevsky. Nhà làm phim di chuyển bối cảnh câu chuyện từ Nga sang Hokkaido, ngoài chuyện này thì bộ phim rất trung thành với bản gốc, một thực tế bị nhiều nhà phê bình coi là gây bất lợi cho tác phẩm. Bản chỉnh sửa của xưởng phim rút ngắn từ 265 phút ban đầu của bản biên tập của Kurosawa (gần 4 giờ rưỡi) xuống còn 166 phút, làm cho câu chuyện trở nên cực kỳ khó theo dõi. Bộ phim này ngày nay được coi là một trong những tác phẩm ít thành công nhất của đạo diễn. Những đánh giá đương đại rất tiêu cực, nhưng bộ phim vẫn tương đối thành công về mặt doanh thu phòng vé, chủ yếu nhờ sự nổi tiếng của một trong những diễn viên chính, Hara Setsuko.
Trong khi đó, không hề biết đến Kurosawa, Rashomon đã tham gia liên hoan phim có uy tín Venice, do nỗ lực của Giuliana Stramigioli, đại diện tại Nhật Bản của một công ty điện ảnh Ý, người đã xem và ngưỡng mộ bộ phim và thuyết phục Daiei gửi nó đi. Ngày 10 tháng 9 năm 1951, Rashomon được trao giải thưởng cao nhất của liên hoan, giải Sư tử Vàng, gây sốc không chỉ cho Daiei mà còn cho thế giới điện ảnh thế giới, lúc đó hầu như không biết đến truyền thống điện ảnh kéo dài hàng thập kỷ của Nhật Bản.
Sau khi Daiei giới thiệu rất ngắn gọn một bản có phụ đề của bộ phim ở Los Angeles, RKO đã mua lại quyền phân phối cho Rashomon ở Hoa Kỳ. Công ty đã chấp nhận chơi một canh bạc đáng kể, khi mà trước đó mới chỉ có một bộ phim có phụ đề được phát hành tại thị trường Hoa Kỳ, và bộ phim tiếng Nhật có thoại duy nhất được phát hành trước đó là bộ phim hài của Naruse Mikio, Wife! Be Like a Rose, vào năm 1937: một thất bại cả từ giới phê bình và doanh thu phòng vé. Tuy nhiên, hoạt động thương mại của Rashomon, được hỗ trợ rất lớn bởi những nhận xét mạnh mẽ từ các nhà phê bình và ngay cả nhà bình luận Ed Sullivan, vô cùng thành công. Bộ phim kiếm được 35.000 đô la trong ba tuần đầu tiên của nó tại một rạp duy nhất ở New York, một tổng doanh thu gần như chưa từng nghe tới vào thời điểm đó.
Thành công này lần lượt dẫn đến một sự thịnh hành ở Mỹ và phương Tây của các bộ phim Nhật Bản trong suốt thập niên 1950, thay thế cho sự nhiệt tình dành cho điện ảnh tân hiện thực của Ý. Chẳng hạn, cho tới cuối năm 1952, Rashomon đã được phát hành tại Nhật, Hoa Kỳ và hầu hết các nước châu Âu. Trong số các nhà làm phim Nhật Bản, mà các tác phẩm, như một hệ quả, đã bắt đầu giành được các giải thưởng liên hoan và phát hành thương mại ở phương Tây là Mizoguchi Kenji (Cuộc đời Oharu, Ugetsu, Đại phu Sansho) và phần nào sau đó là Ozu Yasujirō (Câu chuyện Tokyo, Chiều thu)—những nghệ sĩ được đánh giá cao ở Nhật Bản nhưng, trước thời kỳ này, hầu như không được biết đến ở phương Tây. Sự nổi tiếng của Kurosawa với khán giả phương Tây vào những năm 1950 sẽ khiến cho khán giả phương Tây đồng cảm hơn khi tiếp nhận các thế hệ sau của các nhà làm phim Nhật Bản từ Ichikawa Kon, Kobayashi Masaki, Ōshima Nagisa và Imamura Shōhei tới Itami Jūzō, Kitano Takeshi và Miike Takashi.
Sự nghiệp đã được củng cố với danh tiếng đột ngột trên trường quốc tế, Kurosawa, nay tái hợp với xưởng phim ban đầu của ông, Toho (nơi sẽ tiếp tục sản xuất 11 bộ phim tiếp theo của ông), bắt đầu làm việc cho dự án tiếp theo, Ikiru. Bộ phim có sự góp mặt của Shimura Takashi với vai một quan chức Tokyo mắc bệnh ung thư, Watanabe, trong hành trình đi tìm ý nghĩa cuối cùng trước khi qua đời. Với phần kịch bản, Kurosawa đưa vào Hashimoto cũng như nhà văn Oguni Hideo, người sẽ đồng biên kịch trong 12 bộ phim tiếp theo của Kurosawa. Mặc cho chủ đề mang tính nghiệt ngã, các nhà biên kịch đã đi theo một cách tiếp cận đầy châm biếm, mà một số người đã so sánh với tác phẩm của Brecht, với cả thế giới quan liêu của anh hùng trong phim và sự xâm chiếm văn hoá của Mỹ với Nhật Bản. (Ca khúc nhạc pop Mỹ đóng vai trò nổi bật trong bộ phim.) Vì chiến lược này, các nhà làm phim thường được nhắc tới với việc tiết kiệm hình ảnh từ những kiểu tình cảm phổ biến đối với các bộ phim truyền hình về những nhân vật mắc bệnh hiểm nghèo. Ikiru mở màn vào tháng 10 năm 1952 và nhận được những lời tán dương—nó giành về cho Kurosawa giải thưởng "Phim xuất sắc nhất" của Kinema Junpo—và thành công khổng lồ về doanh thu phòng vé. Nó vẫn được coi là tác phẩm được hoan nghênh nhất trong tất cả các bộ phim của nghệ sĩ này trong thời kỳ hiện đại.
Tháng 12 năm 1952, Kurosawa đưa các nhà biên kịch của Ikiru, Hashimoto Shinobu và Oguni Hideo, tới sống tại một quán trọ trong bốn mươi lăm ngày để tạo ra kịch bản cho bộ phim tiếp theo, Bảy võ sĩ. Tác phẩm với dàn diễn viên chính đông đảo này là bộ phim về samurai riêng biệt đầu tiên của Kurosawa, thể loại mà ông sẽ trở nên nổi tiếng nhất. Câu chuyện đơn giản, về một ngôi làng làm nông nghèo trong thời kỳ Sengoku của Nhật Bản đã thuê một nhóm samurai để bảo vệ dân làng, chống lại cuộc tấn công sắp xảy ra của bọn cướp, được xử lý một cách đầy kịch tính, với một dàn diễn viên khổng lồ (bao gồm phần lớn các diễn viên từng góp mặt trong các bộ phim trước đó của Kurosawa) và những hành động được mô tả tỉ mỉ chi tiết, có thời luượng kéo dài đến gần ba giờ rưỡi.
Đoàn làm phim đã dành ra ba tháng để thực hiện tiền kì và một tháng để diễn tập. Việc chụp hình diễn ra từ 148 ngày dự tính ban đầu lên tới gần một năm, bị gián đoạn bởi những vấn đề về sản xuất và tài chính cũng như vấn đề sức khoẻ của Kurosawa. Bộ phim cuối cùng cũng được mở màn vào tháng 4 năm 1954, nửa năm sau thời điểm ra mắt ban đầu và bị đội kinh phí lên gấp ba lần dự kiến, khiến Bảy võ sĩ trở thành bộ phim đắt giá nhất mà Nhật Bản từng sản xuất. (Tuy nhiên, theo tiêu chuẩn của Hollywood, đó là một khoản chi phí khá khiêm tốn, ngay cả trong thời điểm đó). Bộ phim đã nhận được phản ứng tích cực và trở thành một thành công lớn, nhanh chóng thu hồi vốn đầu tư vào nó và cung cấp cho xưởng một sản phẩm mà họ có thể, và đã, thực hiện quảng bá ở tầm quốc tế—mặc dù đã có những sự biên tập rộng rãi. Theo thời gian—và với các bản phát hành video chiếu rạp và tại gia của phiên bản chưa được chỉnh sửa—danh tiếng của nó đã gia tăng một cách đều đặn. Bộ phim hiện nay được một số nhà bình luận cho rằng là bộ phim Nhật Bản vĩ đại nhất từng được thực hiện, và vào năm 1979, một cuộc bình chọn của các nhà phê bình điện ảnh Nhật Bản cũng đã đánh giá nó là bộ phim Nhật Bản hay nhất từng được sản xuất. Trong phiên bản gần đây nhất (2012) của cuộc bầu chọn được tôn trọng rộng rãi "Những bộ phim hay nhất mọi thời đại" trên tạp chí Sight & Sound của Viện Điện ảnh Vương quốc Anh (BFI), Bảy võ sĩ đứng thứ 17 trong số tất cả các phim của tất cả các nước trong cuộc bình chọn của các nhà phê bình và đạo diễn, nhận được một vị trí trong top 10 của 48 nhà phê bình và 22 đạo diễn.
Năm 1954, các cuộc thử nghiệm hạt nhân ở Thái Bình Dương đã gây ra các cơn bão phóng xạ ở Nhật và một sự cố đặc biệt vào tháng 3 đã khiến một chiếc thuyền đánh cá của Nhật Bản bị nhiễm bụi phóng xạ, với những hậu quả thảm khốc. Chính trong bầu không khí lo lắng này, bộ phim tiếp theo của Kurosawa, Ghi chép của kẻ đang sống, được hình thành. Câu chuyện liên quan đến một chủ sở hữu nhà máy cao tuổi (Mifune Toshirō) rất sợ hãi về viễn cảnh tấn công hạt nhân, ông quyết tâm chuyển toàn bộ gia đình mở rộng của mình (cả hợp pháp và ngoài hôn nhân) sang những gì mà ông tưởng tượng là sự an toàn của một trang trại ở Brazil. Quá trình sản xuất đã trôi chảy hơn nhiều so với bộ phim trước của đạo diễn, nhưng vài ngày trước khi quá trình quay phim kết thúc, nhà soạn nhạc, cộng tác viên và người bạn thân Hayasaka Fumio của Kurosawa đã qua đời (vì bệnh lao) ở tuổi 41. Phần nhạc phim sau đó được hoàn thành bởi học trò của Hayasaka, Satō Masaru, người sẽ tiếp tục sáng tác nhạc phim cho toàn bộ tám bộ phim tiếp theo của Kurosawa. Ghi chép của kẻ đang sống mở màn vào tháng 11 năm 1955 và nhận được nhận xét hỗn hợp và phản hồi thinh lặng từ khán giả, trở thành bộ phim đầu tiên của Kurosawa bị lỗ trong suốt quá trình chiếu rạp ban đầu. Ngày nay, nhiều người coi đây là một trong những bộ phim hay nhất về những ảnh hưởng tâm lý của sự bế tắc hạt nhân toàn cầu.
Dự án kế tiếp của Kurosawa, Ngai vàng đẫm máu, một phiên bản chuyển thể vở Macbeth của William Shakespeare, giống như Bảy võ sĩ, trong thời kỳ Sengoku—thể hiện một chuyển dịch tham vọng của tác phẩm tiếng Anh sang một bối cảnh của Nhật Bản. Kurosawa đã chỉ dẫn cho diễn viên nữ chính, Yamada Isuzu, coi tác phẩm như là một phiên bản điện ảnh của Nhật Bản chứ không phải là một tác phẩm văn học châu Âu. Với sự đánh giá cao của Kurosawa đối với diễn xuất sân khấu truyền thống của Nhật Bản, hành động của các diễn viên, đặc biệt là Yamada, đã tập trung rất nhiều vào các kỹ thuật cách điệu của sân khấu kịch Noh. Bộ phim được ghi hình vào năm 1956 và ra mắt vào tháng 1 năm 1957, với phản ứng tiêu cực trong nước ít hơn so với trường hợp bộ phim trước của đạo diễn. Ở nước ngoài, Ngai vàng đẫm máu, không phụ thuộc vào sự tự do cần thiết với nguồn gốc của nó, nhanh chóng giành được vị trí trong số những phiên bản chuyển thể Shakespeare được đánh giá cao nhất.
Một sự chuyển thể khác của một tác phẩm sân khấu cổ điển của châu Âu theo sau gần như ngay lập tức, với việc sản xuất Vực sâu, dựa trên một vở kịch của Maxim Gorky, diễn ra vào tháng 5 và tháng 6 năm 1957. Trái ngược với phong cách Shakespeare trong Ngai vàng đẫm máu, Vực sâu chỉ được quay trong hai phần hạn chế, để nhấn mạnh bản chất hạn chế của cuộc sống của các nhân vật. Mặc dù trung thành với vở kịch, sự chuyển thể chất liệu Nga sang một bối cảnh hoàn toàn của Nhật—trong trường hợp này là cuối thời kỳ Edo—không giống như tác phẩm Chàng ngốc trước đó, được coi là thành công về mặt nghệ thuật. Bộ phim được công chiếu vào tháng 9 năm 1957, nhận được một phản ứng hỗn hợp tương tự như Ngai vàng đẫm máu. Tuy nhiên, một số nhà phê bình xếp nó vào trong những tác phẩm bị đánh giá thấp nhất của đạo diễn.
Ba bộ phim liên tiếp của Kurosawa sau Bảy võ sĩ không thể thu hút khán giả Nhật theo cách mà bộ phim thể hiện. Tâm trạng tác phẩm của đạo diễn ngày càng trở nên bi quan và tối tăm, với khả năng cứu chuộc qua trách nhiệm cá nhân bây giờ đặt ra rất nhiều câu hỏi, đặc biệt là trong Ngai vàng đẫm máu và Vực sâu. Ông nhận ra điều này, và cố tình nhắm tới một nội dung nhẹ nhàng và giải trí hơn cho bộ phim tiếp theo của anh, trong khi chuyển sang định dạng màn ảnh rộng mới nổi lên ở Nhật. Bộ phim thành quả, Tòa thành ẩn giấu, là một bộ phim hài phiêu lưu hành động về một công chúa thời trung cổ, vị tướng trung thành của cô và hai nông dân, những người cần đi xuyên qua khu vực của kẻ thù để tới được quê nhà của họ. Phát hành vào tháng 12 năm 1958, Tòa thành ẩn giấu trở thành một thành công lớn tại Nhật Bản và nhận được sự đón nhận nồng nhiệt của các nhà phê bình cả ở Nhật Bản và nước ngoài. Ngày nay, bộ phim được coi là một trong những nỗ lực nhẹ nhàng nhất của Kurosawa, mặc dù vẫn phổ biến, không hề kém cạnh bởi vì nó là một trong những ảnh hưởng lớn đối với bộ phim sử thi không gian của George Lucas năm 1977, Chiến tranh giữa các vì sao.

#### Sự ra đời của một công ty vàRâu đỏ(1959–65)
Bắt đầu với Rashomon, quá trình sản xuất của Kurosawa ngày càng trở nên rộng lớn hơn về mặt quy mô, và cùng với đó là sự gia tăng ngân sách phải chi cho vị đạo diễn. Toho, quan ngại đến sự phát triển này, gợi ý rằng ông có thể mời tài trợ cho các tác phẩm của chính mình, do đó làm giảm đi những khoản lỗ tiềm tàng của xưởng phim, đồng thời cho phép ông tự do hơn trong nghệ thuật với vị trí đồng sản xuất. Kurosawa đồng ý, và công ty Kurosawa Production được thành lập vào tháng 4 năm 1959, với Toho là cổ đông chính.
Mặc dù mạo hiểm với tài chính của bản thân, Kurosawa đã chọn một câu chuyện chỉ trích giới kinh doanh và giới tinh hoa chính trị Nhật Bản trực tiếp hơn bất kỳ tác phẩm nào trước đây. Kẻ ác ngủ ngon, dựa trên một kịch bản từ người cháu trai Mike Inoue của Kurosawa, là một bộ phim báo thù về một người đàn ông trẻ tuổi, có khả năng thâm nhập vào hệ thống thứ bậc của một công ty Nhật Bản đầy tham nhũng với mục đích phơi bày những con người phải chịu trách nhiệm về cái chết của cha anh. Chủ đề của nó đã được chứng minh là mang đầy tính thời sự: trong khi bộ phim đang được sản xuất, các cuộc biểu tình đã được tổ chức chống lại Hiệp ước An ninh Hoa Kỳ - Nhật Bản mới công bố, được nhiều người Nhật Bản, đặc biệt là giới trẻ, nhìn nhận là sự đe doạ nền dân chủ của đất nước bằng cách trao quá nhiều quyền lực cho các tập đoàn và chính trị gia. Bộ phim được mở màn vào tháng 9 năm 1960, nhận được phản ứng tích cực và thành công doanh thu khiêm tốn. Đoạn mở đầu 25 phút miêu tả việc tiếp đón đám cưới của công ty được coi là một trong những phân đoạn được thực hiện thành công nhất của Kurosawa, nhưng phần còn lại của bộ phim thường được cho là đáng thất vọng khi so sánh. Bộ phim cũng bị chỉ trích vì lạm dụng hình tượng anh hùng thường thấy trong phim của Kurosawa để chống lại một tệ nạn xã hội không thể giải quyết thông qua hành động của các cá nhân, dù có can đảm hay khôn ngoan thế nào đi chăng nữa.
Yojimbo (Người hộ vệ), phim thứ hai của Kurosawa Production, tập trung vào một samurai vô chủ, Sanjuro, bước chân vào một thị trấn trong thế kỷ 19, được cai trị bởi hai bè phái bạo lực đối nghịch và đã kích động chúng tiêu diệt lẫn nhau. Đạo diễn đã sử dụng tác phẩm này để chơi với nhiều quy ước về thể loại, đặc biệt là thể loại phim Viễn Tây, trong khi đồng thời mang tới một hình ảnh miêu tả cảnh bạo lực chưa từng thấy (với nền điện ảnh Nhật Bản). Một số nhà bình luận nhìn nhận nhân vật Sanjuro trong bộ phim này như một nhân vật viễn tưởng đã thay đổi một cách ma thuật niềm hân hoan trong lịch sử của tầng lớp thương gia tham nhũng sang tầng lớp samurai. Nakadai Tatsuya đóng vai chính đầu tiên của mình trong một bộ phim của Kurosawa, và với phần hình ảnh đầy sáng tạo từ Miyagawa Kazuo (người quay Rashomon) và Saitō Takao, bộ phim ra mắt vào tháng 4 năm 1961 và là một cú đúp thành công cả về mặt phê bình và thương mại, thu về nhiều hơn bất kì phim nào trước đó của Kurosawa. Bộ phim và phong cách hài hước đen cũng được bắt chước rộng rãi ở nước ngoài. Một nắm đô la của Sergio Leone là một phiên bản làm lại thực tế từng cảnh một (mà không có sự cho phép của tác giả), và Toho đã khởi kiện vụ án thay cho Kurosawa và thắng kiện.

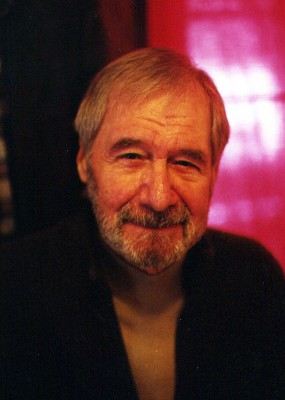
Kurosawa đã thực hiện bộ phim tội phạm năm 1963 Thiên đường và địa ngục dựa trên tiểu thuyết King's Ransom của tác giả người Mỹ Ed McBain. Hình ảnh Ed McBain khoảng 2001.

Tiếp nối thành công của Yojimbo, Kurosawa bị chịu áp lực từ Toho phải tạo ra một phần hậu truyện. Kurosawa quay lại một kịch bản mà ông đã viết trước khi sản xuất Yojimbo và sửa lại nó để thêm vào anh hùng của bộ phim ban đầu. Sanjuro là phim đầu tiên trong ba bộ phim của Kurosawa chuyển thể tác phẩm của nhà văn Yamamoto Shūgorō (hai phần còn lại là Râu đỏ và Dodeskaden). Nó có tông sáng hơn và gần với một bộ phim thời đại thông thường hơn là Yojimbo, mặc dù câu chuyện về một cuộc đấu tranh quyền lực trong một nhóm samurai được miêu tả với những câu chuyện đầy hài hước. Bộ phim mở màn vào ngày 1 tháng 1 năm 1962, nhanh chóng vượt qua thành công phòng vé của Yojimbo và thu được những đánh giá tích cực.
Kurosawa, trong khi đó, đã chỉ thị cho Toho mua bản quyền làm phim cho King's Ransom (Tiền chuộc của nhà vua), một cuốn tiểu thuyết về một vụ bắt cóc được viết bởi tác giả và nhà biên kịch người Mỹ Evan Hunter, dưới bút danh Ed McBain, là một trong loạt truyện tội phạm 87th Precinct (Khu vực số 87). Đạo diễn dự định tạo ra một tác phẩm lên án việc bắt cóc, ông coi đây là một trong những tội ác tồi tệ nhất. Bộ phim này, mang tên Thiên đường và địa ngục, được quay vào nửa sau năm 1962 và ra mắt vào tháng 3 năm 1963. Nó phá vỡ kỉ lục phòng vé của Kurosawa (là bộ phim thứ ba liên tiếp làm được điều này), trở thành bộ phim có doanh thu cao nhất của điện ảnh Nhật Bản trong năm đó, và giành được nhiều đánh giá rất tươi sáng. Tuy nhiên, thành công của ông đã bị lu mờ khi, trớ trêu thay, bộ phim bị đổ lỗi cho một làn sóng bắt cóc xảy ra ở Nhật Bản vào khoảng thời gian này (bản thân ông đã nhận được những lời đe dọa bắt cóc nhắm vào cô con gái nhỏ Kazuko). Thiên đường và địa ngục được nhiều nhà bình luận coi là một trong những tác phẩm mạnh nhất của đạo diễn.
Kurosawa nhanh chóng chuyển sang dự án tiếp theo của mình, Râu đỏ. Dựa trên bộ sưu tập truyện ngắn của Yamamoto Shūgorō và kết hợp các yếu tố từ cuốn tiểu thuyết Những kẻ tủi nhục của Dostoyevsky, nó là một bộ phim thời đại, lấy bối cảnh trong một phòng khám giữa thế kỷ 19 cho người nghèo, trong đó các chủ đề nhân văn của Kurosawa đưa ra lời tuyên bố có lẽ là đầy đủ nhất. Một bác sỹ trẻ được đào tạo ở nước ngoài, Yasumoto, tự phụ và sống thiên về vật chất, bị buộc phải trở thành một thực tập sinh tại phòng khám dưới sự giám hộ nghiêm khắc của Bác sĩ Niide, được gọi là "Akahige" ("Râu đỏ"), do Mifune thủ vai. Mặc dù ban đầu chống lại Râu đỏ, Yasumoto bắt đầu khâm phục trí tuệ và lòng dũng cảm của ông, và nhận thấy những bệnh nhân tại phòng khám, người mà anh ta lúc đầu xem thường, xứng đáng với lòng trắc ẩn và nhân phẩm.
Kayama Yūzō, người đóng vai Yasumoto, là một ngôi sao điện ảnh và âm nhạc cực kỳ nổi tiếng vào thời này, đặc biệt là loạt phim hài âm nhạc "Chàng trai trẻ" (Wakadaishō), vì vậy việc kí hợp đồng để cho anh xuất hiện trong bộ phim đã giúp đảm bảo thành công phòng vé mạnh mẽ của Kurosawa. Quá trình quay phim, dài nhất từ trước đến nay của nhà làm phim này, kéo dài hơn một năm (sau 5 tháng thực hiện tiền kì), và được hoàn tất vào mùa xuân năm 1965, khiến cho đạo diễn, đoàn làm phim và các diễn viên cảm thấy kiệt sức. Râu đỏ ra mắt vào tháng 4 năm 1965, trở thành phim có doanh thu cao nhất năm của Nhật Bản và là phim thứ ba (và cuối cùng) của Kurosawa đứng đầu cuộc thăm dò dư luận hằng năm của Kinema Jumpo. Nó vẫn là một trong những tác phẩm nổi tiếng và được yêu thích nhất của Kurosawa ở quê nhà của ông. Bên ngoài Nhật Bản, các nhà phê bình đã bị chia rẽ nhiều hơn nữa. Hầu hết các nhà bình luận đều thừa nhận những thành tựu kỹ thuật của nó, và một số khác thì ca ngợi nó như là một trong những tác phẩm tốt nhất của Kurosawa, trong khi những người khác lại nhấn mạnh rằng nó thiếu sự phức tạp và sức mạnh tường thuật đích thực, còn những người khác cho rằng đó là một sự rút lui khỏi cam kết trước đó của người nghệ sĩ đối với thay đổi xã hội và chính trị.
Bộ phim đánh dấu một điểm có thể coi là kết thúc một kỷ nguyên cho người sáng tạo ra nó. Chính nhà đạo diễn này đã nhận ra điều này vào thời điểm phát hành, nói với nhà phê bình Donald Richie rằng một chu kỳ nào đó đã chấm dứt và những bộ phim và phương pháp sản xuất tương lai của ông sẽ khác đi. Dự đoán của ông đã tỏ ra khá chính xác. Bắt đầu vào cuối những năm 1950, truyền hình đã bắt đầu ngày càng chiếm ưu thế trong thời gian rảnh rỗi của lực lượng khán giả điện ảnh Nhật Bản rộng lớn và trung thành trước đây. Và khi doanh thu của các công ty điện ảnh giảm đi, họ càng khó chấp nhận sự rủi ro hơn—đặc biệt là rủi ro do các phương pháp sản xuất tốn kém của Kurosawa.
Râu đỏ cũng đánh dấu điểm trung gian, theo thời gian, trong sự nghiệp của nghệ sĩ. Trong suốt hai mươi chín năm trước đó trong ngành công nghiệp điện ảnh (bao gồm 5 năm làm trợ lý đạo diễn), ông đã chỉ đạo hai mươi ba bộ phim, trong khi đó trong suốt 28 năm tiếp theo, vì nhiều lý do phức tạp, ông sẽ chỉ hoàn thành thêm bảy tác phẩm nữa. Ngoài ra, vì những lý do chưa bao giờ được giải thích đầy đủ, Râu đỏ sẽ là bộ phim cuối cùng của ông với sự tham gia của Mifune Toshirō. Fujiki Yu, một diễn viên làm việc cùng ông trong Vực sâu, đã quan sát, về sự gần gũi của hai người đàn ông trong bộ phim, "Trái tim của Kurosawa là ở trong thân thể của Mifune." Donald Richie đã miêu tả mối quan hệ giữa hai người như một "cộng sinh" độc nhất vô nhị.

### Tham vọng Hollywood cho tới những bộ phim cuối cùng (1966–1998)

#### Chệch hướng Hollywood (1966–68)
Khi hợp đồng độc quyền của Kurosawa với Toho chấm dứt vào năm 1966, vị đạo diễn 56 tuổi đã nghiêm túc suy ngẫm về sự thay đổi. Quan sát tình trạng khó khăn của ngành công nghiệp điện ảnh trong nước, và đã nhận được hàng chục lời đề nghị từ nước ngoài, ý tưởng làm việc ngoài Nhật Bản đã kêu gọi ông như chưa bao giờ xảy ra.
Đối với dự án nước ngoài đầu tiên của mình, Kurosawa chọn một câu chuyện dựa trên một bài báo trên tạp chí Life. Một bộ phim hành động kinh dị hợp tác với Embassy Pictures, được ghi hình tại Anh và được gọi đơn giản là Runaway Train, sẽ là bộ phim màu đầu tiên của ông. Nhưng rào cản ngôn ngữ đã trở thành một vấn đề lớn, và phiên bản tiếng Anh của kịch bản vẫn chưa hoàn thành vào thời điểm bắt đầu quay phim vào mùa thu năm 1966. Quá trình quay phim, với yêu cầu có tuyết, được dời sang mùa thu năm 1967, sau đó bị huỷ bỏ vào năm 1968. Gần hai mươi năm sau, một người nước ngoài khác làm việc tại Hollywood, Andrei Konchalovsky, cuối cùng sẽ hoàn thành Runaway Train, dù với một kịch bản hoàn toàn khác với nguyên tác của Kurosawa.

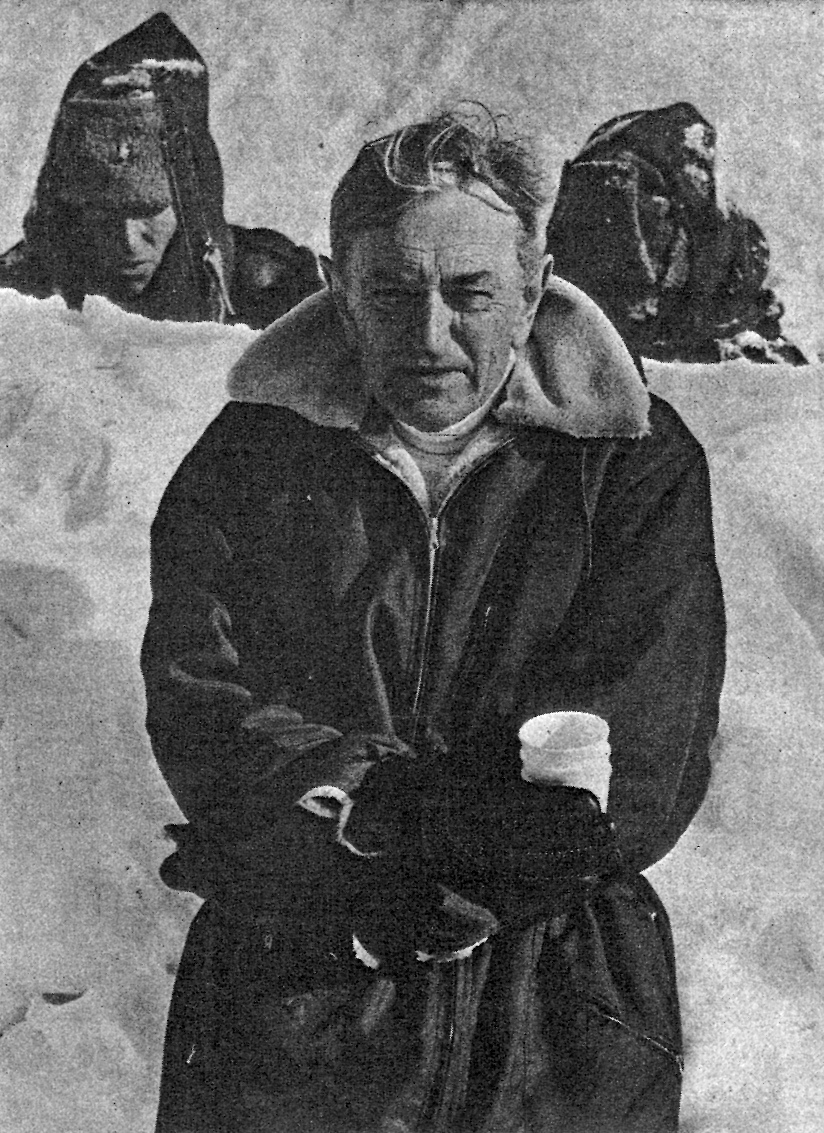
Kurosawa coi David Lean là một đồng đạo diễn có tiềm năng cho bộ phim Tora! Tora! Tora!, mặc dù sau đó cả hai đạo diễn này đều không tham gia vào quá trình sản xuất bộ phim.

Đạo diễn trong khi đó đã tham gia vào một dự án Hollywood nhiều tham vọng hơn. Tora! Tora! Tora!, sản xuất bởi 20th Century Fox và Kurosawa Production, sẽ là một bức chân dung đặc tả cuộc tấn công của Nhật Bản đối với Trân Châu Cảng từ cả góc nhìn của Mỹ và Nhật Bản, với Kurosawa dẫn dắt nửa phần của Nhật và một nhà làm phim nói tiếng Anh chỉ đạo nửa phần của Mỹ. Ông đã dành vài tháng để viết kịch bản với Kikushima Ryuzo và Oguni Hideo, nhưng ngay sau đó dự án bắt đầu lộ ra những góc khuất. Đạo diễn được chọn để quay các trường đoạn của Mỹ hoá ra không phải là nhà làm phim người Anh nổi tiếng David Lean, như các nhà sản xuất đã khiến Kurosawa tin như vậy, mà là chuyên gia về hiệu ứng đặc biệt ít nổi tiếng hơn nhiều, Richard Fleischer. Ngân sách cũng bị cắt giảm, và thời gian phân bổ cho phân khúc Nhật Bản sẽ không dài hơn 90 phút—đó là một vấn đề lớn, vì cân nhắc tới việc kịch bản của Kurosawa diễn ra trong hơn bốn giờ phim. Sau nhiều lần sửa đổi, một kịch bản cắt giảm hoàn chỉnh đã được thông qua vào tháng 5 năm 1968.
Quá trình quay phim bắt đầu vào đầu tháng 12, nhưng Kurosawa chỉ ở lại với vai trò đạo diễn trong hơn ba tuần ít ỏi. Ông gặp vấn đề khi phải làm việc với một đội ngũ làm phim không quen thuộc và những yêu cầu của một quá trình sản xuất của Hollywood, trong khi các phương pháp làm phim của ông gây bối rối cho những nhà sản xuất người Mỹ, những người cuối cùng kết luận rằng vị đạo diễn bị ốm và không tỉnh táo. Kurosawa đã được khám bệnh tại Bệnh viện Đại học Kyoto bởi một bác sĩ tâm thần học, Bác sĩ Murakami, người gửi các chẩn đoán cho Darryl Zanuck và Richard Zanuck tại xưởng phim của Fox, trong đó trình bày chẩn đoán suy nhược thần kinh cho Kurosawa, cho biết, "Ông ấy đang bị rối loạn giấc ngủ, bị kích động với những cảm giác lo lắng và trong sự phấn khích hưng cảm do các căn bệnh nói trên. Sẽ là cần thiết cho ông ấy được nghỉ ngơi và điều trị y tế trong nhiều hơn hai tháng." Vào đêm Giáng sinh năm 1968, phía Mỹ tuyên bố rằng Kurosawa đã rời khỏi quá trình sản xuất do "mệt mỏi", có hiệu quả trong việc sa thải ông. Ông cuối cùng được thay thế, cho các trường đoạn Nhật Bản, bởi hai đạo diễn Fukasaku Kinji và Masuda Toshio.
Tora! Tora! Tora!, cuối cùng được phát hành và nhận về những nhận xét không nhiệt tình vào tháng 9 năm 1970, trở thành một, như Donald Richie nói, "một bi kịch hầu như không thể phai nhoà" trong sự nghiệp của Kurosawa. Ông đã trải qua nhiều năm trong cuộc đời của mình trong một dự án đầy ác mộng về mặt hậu cần mà cuối cùng không tự mình đóng góp được chút nào cho quá trình sản xuất bộ phim. (Tên của ông bị loại bỏ khỏi phần ghi danh, mặc dù phần kịch bản được sử dụng cho phần của Nhật Bản vẫn là do ông và các đồng biên kịch viết nên.) Ông trở nên xa rời người đồng sự lâu năm, nhà văn Kikushima Ryuzo, và không bao giờ làm việc cùng ông này một lần nào khác. Dự án này đã vô tình phơi bày sự tham nhũng trong công ty sản xuất của ông một tình huống gợi lại bộ phim của riêng ông, Kẻ ác ngủ ngon). Sự tỉnh táo về mặt nhận thức của ông đã bị đặt vấn đề. Tồi tệ nhất, ngành công nghiệp điện ảnh Nhật Bản—và có lẽ là cả bản thân người đàn ông này—bắt đầu nghi ngờ rằng ông sẽ không bao giờ làm một bộ phim nào nữa.

#### Một thập niên khó khăn (1969–77)
Biết rằng danh tiếng của mình đang bị đe dọa sau khi Tora! Tora! Tora! được công bố rộng rãi và thất bại, Kurosawa nhanh chóng chuyển sang một dự án mới để chứng minh rằng ông vẫn còn vững vàng. Để giúp đỡ ông, những người bạn và cũng là những đạo diễn nổi tiếng Kinoshita Keisuke, Kobayashi Masaki và Ichikawa Kon đã cùng Kurosawa thành lập một công ty sản xuất mang tên Club of the Four Knights (Yonki no kai) vào năm 1969. Mặc dù kế hoạch là mỗi đạo diễn sẽ sáng tạo riêng một bộ phim, người ta gợi ý rằng động lực thực sự cho ba đạo diễn kia là giúp Kurosawa hoàn thành bộ phim một cách dễ dàng hơn, và do đó tìm được cách quay trở lại công việc.
Dự án đầu tiên được đề xuất và làm việc là một bộ phim thời đại mang tên Dora-Heita, nhưng khi điều này bị coi là quá đắt, sự chú ý được chuyển sang Dodesukaden, một phiên bản chuyển thể một tác phẩm nữa của Yamamoto Shūgorō, một lần nữa về người nghèo và sự thiếu thốn. Bộ phim đã được quay một cách nhanh chóng (theo tiêu chuẩn của Kurosawa) trong khoảng chín tuần, với Kurosawa quyết tâm cho thấy ông vẫn có khả năng làm việc nhanh chóng và hiệu quả trong một ngân sách giới hạn. Với tác phẩm phim màu đầu tiên của ông, việc biên tập năng động và các thành phần phức tạp của những bộ phim trước đây của ông đã được đặt sang một bên, với việc người nghệ sĩ tập trung vào việc tạo ra một bảng màu đậm, gần như siêu thực với các màu cơ bản, nhằm tiết lộ môi trường độc hại mà các nhân vật sống trong đó. Bộ phim được phát hành tại Nhật Bản vào tháng 10 năm 1970, nhưng mặc dù là một thành công quan trọng, nó chỉ nhận được sự thờ ơ của khán giả, dẫn tới việc lỗ vốn và Club of the Four Knights phải giải thể. Việc tiếp nhận ban đầu ở nước ngoài khá thuận lợi, nhưng Dodesukaden từ đó bị coi là một thí nghiệm thú vị nhưng không thể so sánh với tác phẩm tốt nhất của đạo diễn.
Không thể đảm bảo kinh phí cho tác phẩm tiếp theo và bị cho là có vấn đề về sức khoẻ, Kurosawa dường như không còn có thể chịu đựng nổi: ngày 22 tháng 12 năm 1971, ông đã cào xé cổ tay và cổ họng nhiều lần. Sự cố gắng tự tử đã không thành công và sức khoẻ của vị đạo diễn hồi phục khá nhanh, với Kurosawa đang nương tựa vào cuộc sống gia đình, không chắc chắn liệu ông có thể đạo diễn một bộ phim nào khác nữa hay không.
Đầu năm 1973, xưởng phim Liên Xô Mosfilm đã tiếp cận nhà làm phim và hỏi liệu ông có quan tâm đến việc làm việc với họ hay không. Kurosawa đề xuất một phiên bản chuyển thể tác phẩm tự truyện của nhà thám hiểm người Nga Vladimir Arsenyev, Dersu Uzala. Cuốn sách này, về một thợ săn người Goldi sống trong sự hòa hợp với thiên nhiên cho đến khi bị phá hủy bởi sự xâm nhập của nền văn minh, là một trong những tác phẩm mà ông đã muốn thực hiện từ những năm 1930. Tháng 12 năm 1973, Kurosawa, lúc đó 63 tuổi, đã lên đường sang Liên Xô với bốn trợ lý thân cận nhất, bắt đầu một năm rưỡi ở lại đất nước này. Quá trình quay phim bắt đầu vào tháng 5 năm 1974 ở Siberia, với việc quay phim trong điều kiện tự nhiên cực kỳ khắc nghiệt cho thấy rất khó khăn và đòi hỏi khắt khe. Bộ phim đóng máy vào tháng 4 năm 1975, và một Kurosawa kiệt sức và nhớ nhà trở về Nhật Bản và gia đình của mình vào tháng 6. Dersu Uzala đã có sự ra mắt thế giới tại Nhật Bản vào ngày 2 tháng 8 năm 1975 và có doanh thu phòng vé tốt. Trong khi phản hồi từ giới phê bình Nhật Bản hầu như không có, bộ phim đã được đánh giá tốt hơn ở nước ngoài, đoạt giải vàng tại Liên hoan phim quốc tế Moscow lần thứ 9, cũng như đoạt giải Oscar cho phim ngoại ngữ hay nhất. Ngày nay, các nhà phê bình vẫn chia rẽ về bộ phim: một số người coi nó như một ví dụ về sự suy giảm về mặt nghệ thuật của Kurosawa, trong khi những người khác lại nhìn nhận bộ phim nằm trong những tác phẩm hay nhất của ông.
Mặc dù đề xuất cho các dự án truyền hình đã được đệ trình, ông không hề quan tâm đến việc làm việc bên ngoài thế giới điện ảnh. Tuy nhiên, vị đạo diễn thích uống rượu này đã đồng ý xuất hiện trong một loạt các quảng cáo truyền hình cho sản phẩm rượu whiskey của Suntory, lên sóng vào năm 1976. Mặc dù sợ rằng sẽ không bao giờ có thể làm được một bộ phim khác, đạo diễn vẫn tiếp tục làm việc trong nhiều dự án khác nhau, viết kịch bản và tạo ra các minh hoạ chi tiết, có ý lưu lại về sau một bản ghi hình về các kế hoạch của ông, trong trường hợp ông không bao giờ có thể quay phim những câu chuyện của mình được nữa.

#### Hai thiên sử thi (1978–86)
Năm 1977, đạo diễn người Mỹ George Lucas đã ra mắt Chiến tranh giữa các vì sao, một bộ phim khoa học viễn tưởng thành công vang dội chịu ảnh hưởng bởi bộ phim Toà thành ẩn giấu của Kurosawa trong những tác phẩm khác. Lucas, như nhiều đạo diễn thuộc thế hệ New Hollywood, vô cùng kính trọng Kurosawa và coi ông như một hình mẫu để vươn tới, và đã bị sốc khi phát hiện ra rằng nhà làm phim Nhật Bản không thể đảm bảo tài chính cho bất kỳ tác phẩm mới nào. Hai người đã gặp nhau tại San Francisco vào tháng 7 năm 1978 để thảo luận về dự án mà Kurosawa coi là có khả năng nhất về mặt tài chính: Kagemusha, câu chuyện sử thi về một tên trộm được thuê làm kẻ thế thân cho một ông trùm thời Trung cổ của một gia tộc vĩ đại. Lucas, bị cuốn hút bởi kịch bản và những minh hoạ của Kurosawa, đã tận dụng được ảnh hưởng của mình đối với 20th Century Fox để ép xưởng phim đã từng sa thải Kurosawa chỉ mười năm trước phải sản xuất Kagemusha, sau đó tuyển mộ đồng nghiệp và cũng là một người hâm mộ, Francis Ford Coppola, với vai trò đồng sản xuất.
Quá trình sản xuất bắt đầu vào tháng 4, với Kurosawa đang trong trạng thái vô cùng phấn chấn. Quá trình quay phim kéo dài từ tháng 6 năm 1979 đến tháng 3 năm 1980 và bị cản trở bởi nhiều vấn đề, không chỉ là việc sa thải diễn viên chính ban đầu, Katsu Shintarō—người sáng tạo ra hình tượng nhân vật vô cùng nổi tiếng Zatoichi—do một sự việc mà trong đó diễn viên này khăng khăng, đối nghịch với mong muốn của đạo diễn, về việc ghi hình diễn xuất của chính mình. Diễn viên này sau đó được thay thế bởi Nakadai Tatsuya, với vai đầu tiên trong hai vai diễn chính liên tiếp trong một bộ phim của Kurosawa. Bộ phim đã hoàn thành chỉ chậm vài tuần so với kế hoạch và được mở màn tại Tokyo vào tháng 4 năm 1980. Nó nhanh chóng trở thành một cú hích lớn ở Nhật Bản. Bộ phim cũng là một thành công về mặt phê bình và doanh thu phòng vé ở nước ngoài, giành được giải thưởng Cành cọ vàng tại Liên hoan phim Cannes 1980 vào tháng 5, mặc dù một số nhà phê bình vẫn đã và đang chê trách bộ phim vì tính bị cho là lạnh lùng của nó. Kurosawa đã dành phần lớn thời gian còn lại trong năm tại châu Âu và Mỹ để quảng bá cho Kagemusha, thu thập các giải thưởng và vinh danh, và trưng bày nghệ thuật những bức vẽ mà ông đã thực hiện để xây dựng bảng phân cảnh cho bộ phim.

Một bức tranh cảnh "toà thành thứ ba" vẽ bởi Kurosawa Akira trong Ran. Kurosawa đã sử dụng những bức tranh này như những bảng phân cảnh để hỗ trợ đội ngũ của mình trong việc xây dựng và quay các phân cảnh.

Thành công quốc tế của Kagemusha cho phép Kurosawa tiếp tục dự án tiếp theo của mình, Ran, một thiên sử thi khác trong một mạch truyện tương tự. Phần kịch bản, một phần dựa trên vở kịch Vua Lear của William Shakespeare, mô tả một daimyō (lãnh chúa) tàn bạo và khát máu, do Nakadai Tatsuya thủ vai, người mà sau khi dại dột trục xuất một đứa con trung thành của mình, giao lại vương quốc của mình cho hai đứa con trai khác, chúng sau đó phản bội ông, do đó đẩy toàn bộ vương quốc vào chiến tranh. Khi các hãng phim Nhật Bản vẫn còn cảm thấy lo lắng khi sản xuất một bộ phim khác xếp hạng trong số những bộ phim đắt tiền nhất từng được sản xuất ở nước này, Kurosawa một lần nữa lại cần đến sự giúp đỡ từ quốc tế. Lần này, chúng tới từ nhà sản xuất người Pháp Serge Silberman, người đã sản xuất những bộ phim cuối cùng cho Luis Buñuel. Việc quay phim không bắt đầu cho đến tháng 12 năm 1983 và kéo dài hơn một năm.
Tháng 1 năm 1985, quá trình sản xuất Ran bị gián đoạn, khi người vợ 64 tuổi Yōko của Kurosawa ngã bệnh. Bà mất vào ngày 1 tháng 2. Kurosawa sau đó quay trở lại hoàn thành bộ phim và Ran đã ra mắt tại Liên hoan phim Tokyo vào ngày 31 tháng 5, với sự ra mắt rộng rãi vào ngày tiếp theo. Bộ phim có thành công tài chính trung bình ở Nhật Bản, nhưng lớn hơn trên trường quốc tế và, như khi làm với Kagemusha, Kurosawa bắt tay vào chuyến đi châu Âu và Mỹ, nơi ông tham dự các buổi công chiếu vào tháng 9 và tháng 10.
Ran đã giành được nhiều giải thưởng tại Nhật Bản, nhưng không mấy vinh dự khi so sánh với nhiều bộ phim hay nhất của đạo diễn trong thập niên 1950 và 1960. Tuy nhiên, thế giới điện ảnh đã rất ngạc nhiên, khi Nhật Bản bỏ qua việc lựa chọn Ran để ủng hộ một bộ phim khác như là đề cử chính thức của mình để cạnh tranh cho một đề cử Oscar trong hạng mục Phim nước ngoài hay nhất, và cuối cùng bị loại khỏi danh sách đề cử tại Giải Oscar lần thứ 57. Cả nhà sản xuất và chính Kurosawa đều cho rằng không thể đưa Ran vào cạnh tranh vì một hiểu lầm: vì những quy tắc phức tạp của Viện hàn lâm, không ai chắc chắn rằng liệu Ran có đủ tiêu chuẩn như một bộ phim của Nhật Bản, của Pháp (do tài chính của nó) hay cả hai, vì vậy nó đã không được gửi đi. Để phản ứng lại với những gì ít nhất dường như là một sự sững sờ trắng trợn bởi người đồng hương của mình, đạo diễn Sidney Lumet đã dẫn đầu một chiến dịch thành công nhằm vận động cho Kurosawa nhận được một đề cử Oscar cho Đạo diễn xuất sắc nhất năm đó (Sydney Pollack cuối cùng đã thắng giải với vai trò đạo diễn bộ phim Out of Africa). Nhà thiết kế trang phục của Ran, Wada Emi, đã đoạt giải Oscar duy nhất của bộ phim.
Kagemusha và Ran, đặc biệt là sau này, thường được coi là những tác phẩm tốt nhất của Kurosawa. Sau sự ra mắt của Ran, Kurosawa đã chỉ ra rằng đây là bộ phim hay nhất của ông, một sự thay đổi thái độ lớn của đạo diễn, người khi được hỏi tác phẩm nào của ông là tốt nhất, trước đây luôn luôn trả lời "tác phẩm tiếp theo của tôi".

#### Các tác phẩm cuối cùng và những năm cuối đời (1987–98)
Với bộ phim tiếp theo, Kurosawa đã chọn một chủ đề rất khác so với bất kỳ bộ phim nào mà ông từng thực hiện trước đó. Trong khi một số tác phẩm trước đây của ông (ví dụ như Tuý thiên sứ và Kagemusha) bao gồm những phân cảnh giấc mơ ngắn, Những giấc mơ hoàn toàn dựa trên những giấc mơ của đạo diễn. Một cách đáng kể, lần đầu tiên sau hơn bốn mươi năm, Kurosawa đã tự viết kịch bản một mình cho dự án cá nhân sâu sắc này. Mặc dù ngân sách ước tính thấp hơn những bộ phim ngay trước đó, các hãng phim Nhật Bản vẫn không muốn quay lại thời kỳ sản xuất cùng ông, nên Kurosawa chuyển sang một người hâm mộ nổi tiếng người Mỹ khác, Steven Spielberg, người đã thuyết phục Warner Bros. mua bản quyền quốc tế cho bộ phim khi hoàn chỉnh. Điều này giúp con trai của Kurosawa, Hisao, lúc đó đảm nhiệm vai trò đồng sản xuất và sau này trở thành người đứng đầu Kurosawa Production, cảm thấy dễ dàng hơn trong việc thương lượng một khoản vay ở Nhật Bản để trang trải chi phí sản xuất bộ phim. Quá trình quay phim mất tới hơn tám tháng, và Những giấc mơ đã ra mắt tại liên hoan phim Cannes vào tháng 5 năm 1990, nhận về phản hồi một cách lịch sự nhưng không mấy hào hứng, tương tự như phản ứng mà bộ phim gặp phải ở những nơi khác trên thế giới. Năm 1990, ông nhận giải Oscar cho Thành tựu Trọn đời.

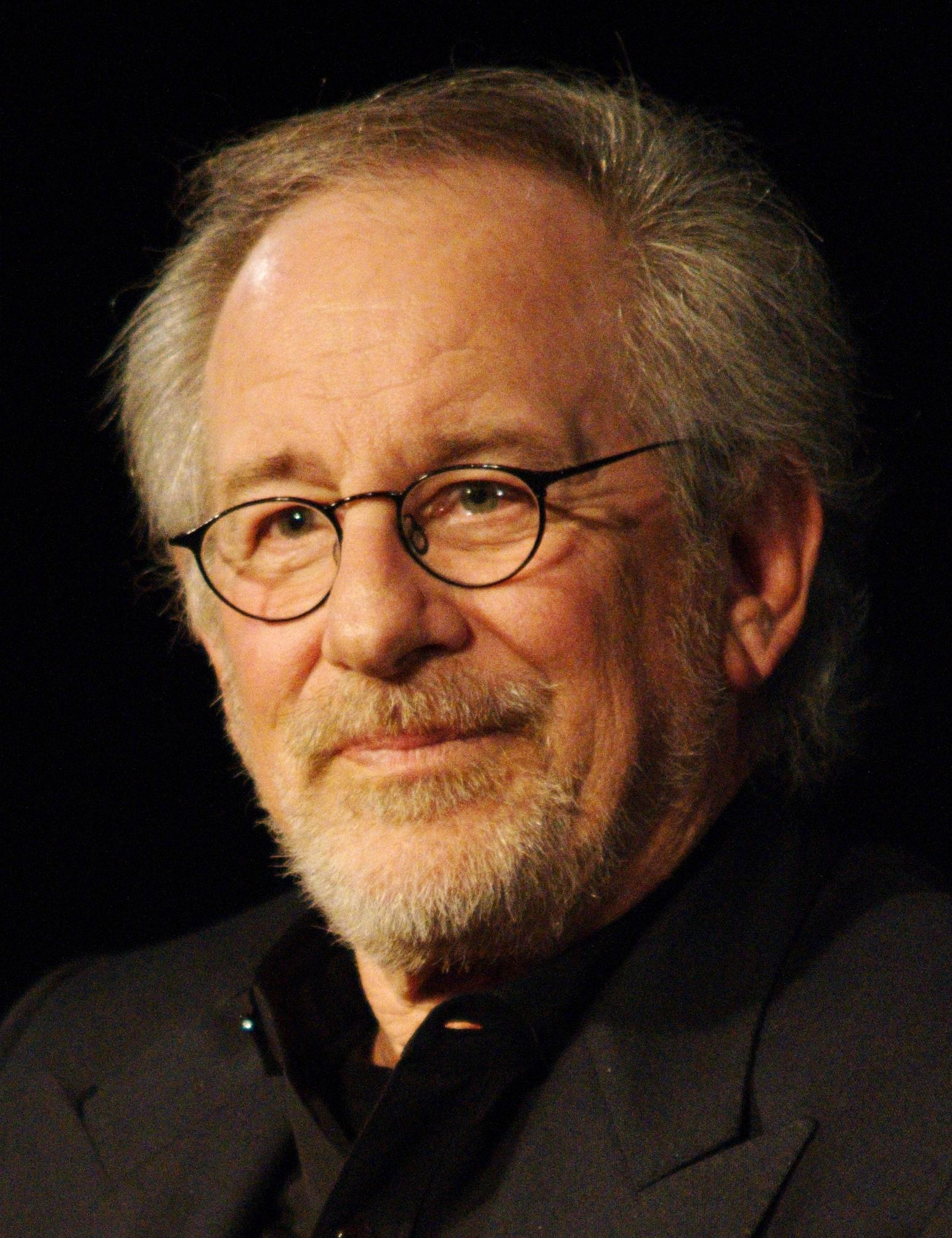
Steven Spielberg đóng vai trò quan trọng trong việc tài trợ và sản xuất một số bộ phim cuối cùng của Kurosawa. Spielberg tham dự buổi hội thảo chuyên đề tại Cinémathèque Française năm 2012.

Kurosawa thời điểm này đã chuyển sang một câu chuyện thông thường hơn với Rhapsody tháng Tám—bộ phim đầu tiên của đạo diễn hoàn toàn sản xuất tại Nhật Bản kể từ Dodeskaden hơn hai mươi năm trước—khám phá những vết nhơ từ vụ đánh bom hạt nhân đã phá huỷ Nagasaki vào cuối Thế chiến II. Nó được chuyển thể từ một cuốn tiểu thuyết của Murata Kiyoko, nhưng những trích dẫn của bộ phim về vụ đánh bom lại đến từ bản thân đạo diễn chứ không từ cuốn sách. Đây là bộ phim duy nhất của ông có một vai diễn do một ngôi sao người Mỹ đảm nhiệm: Richard Gere, người đóng vai trò nhỏ trong vai cháu trai của nữ anh hùng cao tuổi. Quá trình quay phim diễn ra vào đầu năm 1991, với bộ phim mở màn vào ngày 25 tháng 5 năm đó, nhận về phản hồi tương đối tiêu cực, đặc biệt là ở Mỹ, nơi mà đạo diễn bị cáo buộc thể hiện tình cảm bài Mỹ một cách ngây thơ, mặc dù Kurosawa bác bỏ những cáo buộc này.
Kurosawa không phí thời gian mà chuyển ngay sang dự án tiếp theo: Madadayo, hoặc Chưa được. Dựa trên những bài tiểu luận tự truyện của Uchida Hyakken, bộ phim dõi theo cuộc đời của một giáo sư tiếng Đức người Nhật qua giai đoạn Thế chiến II và sau đó. Câu chuyện xoay quanh những sinh nhật hằng năm với các cựu sinh viên, trong đó nhân vật chính tuyên bố rằng ông ta chưa muốn chết—một chủ đề ngày càng trở nên có ý nghĩa đối với người sáng tạo 81 tuổi của bộ phim. Quá trình quay phim bắt đầu vào tháng 2 năm 1992 và kết thúc vào cuối tháng 9. Việc phát hành vào ngày 17 tháng 4 năm 1993 đã được chào đón bởi một phản ứng thậm chí còn thất vọng hơn so với trường hợp hai tác phẩm trước đó của ông.
Kurosawa vẫn tiếp tục làm việc. Ông đã viết kịch bản gốc cho Biển đang ngóng trông (Umi wa miteita) vào năm 1993 và Sau cơn mưa (Ame agaru) vào năm 1995. Trong khi hoàn thành tác phẩm vào năm 1995, Kurosawa đã bị trượt chân ngã và bị gãy xương sống. Sau tai nạn, ông sẽ phải sử dụng xe lăn trong suốt quãng đời còn lại, chấm dứt mọi hy vọng đạo diễn thêm một bộ phim nào khác. Mong ước từ lâu của ông—được chết trên trường quay khi đang quay phim—sẽ không bao giờ được hoàn thành.
Sau tai nạn, sức khoẻ của Kurosawa bắt đầu xấu đi. Trong khi tâm trí của ông vẫn sắc bén và sống động, cơ thể của ông đã bỏ cuộc, và trong nửa năm cuối đời, vị đạo diễn phần lớn chỉ nằm trên giường bệnh, nghe nhạc và xem tivi tại gia. Ngày 6 tháng 9 năm 1998, Kurosawa qua đời do một cơn đột quỵ tại Setagaya, Tokyo ở tuổi 88. Khi ông qua đời, Kurosawa có hai người con, người con trai Kurosawa Hisao kết hôn với Hayashi Hiroko và người con gái Kurosawa Kazuko kết hôn với Kato Harayuki, cùng với một vài người cháu. Một trong những người cháu của ông, diễn viên Kato Takayuki và là con trai của Kazuko, trở thành một diễn viên phụ trong hai bộ phim được phát triển sau khi mất từ các kịch bản được viết bởi Kurosawa nhưng chưa được sản xuất khi ông còn sống, Sau cơn mưa (1999) đạo diễn bởi Koizumi Takashi và Biển đang ngóng trông (2002) đạo diễn bởi Kumai Kei.

## Phong cách và chủ đề chính
Ngay từ đầu, Kurosawa đã thể hiện một phong cách làm phim mạnh mẽ, táo bạo, chịu ảnh hưởng mạnh mẽ của điện ảnh phương Tây nhưng hoàn toàn khác biệt với nó. Kurosawa đã tham gia rất nhiều vào mọi khía cạnh của quá trình sản xuất phim. Ông cũng là một nhà biên kịch tài năng, và thường hợp tác chặt chẽ với các đồng biên kịch của ông từ đầu quá trình phát triển một bộ phim để đảm bảo cho một kịch bản chất lượng cao, mà ông nhấn mạnh là nền tảng tuyệt đối của một bộ phim hay. Ông thường xuyên đóng vai trò biên tập cho các bộ phim của riêng mình và được nhóm sản xuất của ông coi là "biên tập viên vĩ đại nhất thế giới." Mặc dù thời điểm đó việc một đạo diễn tập hợp một đội ngũ, hoặc "gumi", với những người được lựa chọn từ cùng một nhóm kỹ thuật viên sáng tạo, thành viên đoàn làm phim và các diễn viên làm việc thường xuyên trong nhiều bộ phim khá phổ biến trong ngành công nghiệp điện ảnh Nhật Bản (ví dụ, đạo diễn Inagaki Hiroshi, người làm việc tại Toho cùng thời với Kurosawa, có một đội ngũ như vậy), đội ngũ của Kurosawa, thường được gọi là "Kurosawa-gumi" (nhóm Kurosawa)—bao gồm, ví dụ, nhà quay phim Nakai Asakazu, trợ lý sản xuất Nogami Teruyo và diễn viên Shimura Takashi—rất đáng chú ý vì lòng trung thành với đạo diễn và chất lượng đồng đều của các tác phẩm mà đội ngũ này mang lại.
Phong cách của Kurosawa được đặc trưng bởi một số thiết bị và kỹ thuật mà Kurosawa đã giới thiệu trong các bộ phim của ông trong nhiều thập kỷ. Trong những bộ phim của những thập niên 1940 và 1950, Kurosawa thường xuyên sử dụng kỹ thuật "chuyển cảnh theo trục" (axial cut), trong đó máy quay di chuyển lại gần hơn hoặc ra xa hơn chủ thể, không thông qua việc sử dụng các đúp quay theo dõi (tracking shot) hoặc chồng nhau (dissolve), mà thông qua một loạt kỹ thuật chuyển cảnh nhảy (jump cut) khớp với nhau. Một đặc điểm phong cách khác mà các học giả đã chỉ ra là xu hướng của Kurosawa trong việc "chuyển cảnh dựa theo chuyển động" (cut on motion): tức là, biên tập một phân đoạn của một hoặc nhiều nhân vật đang chuyển động sao cho một hành động được mô tả trong hai hoặc nhiều đúp quay riêng biệt, chứ không phải một cảnh không bị gián đoạn.
Một hình thức kết thúc cảnh điện ảnh đặc trưng rất rõ ràng với Kurosawa là "wipe" (lau chùi). Đây là một hiệu ứng được tạo ra thông qua một thiết bị in quang học (optical printer), trong đó khi một cảnh kết thúc, một dòng hoặc thanh xuất hiện di chuyển trên màn hình, "lau đi" hình ảnh hiện tại trong khi đồng thời tiết lộ hình ảnh đầu tiên của cảnh tiếp theo. Là một thiết bị chuyển tiếp, nó được sử dụng để thay thế cho kỹ thuật chuyển cảnh thẳng (straight cut) hoặc chồng nhau (dissolve) (mặc dù Kurosawa cũng thường sử dụng cả hai thiết bị đó). Trong các tác phẩm khi đã có thâm niên, Kurosawa sử dụng wipe thường xuyên đến mức trở thành thương hiệu. Ví dụ, một blogger đã đếm được không ít hơn 12 cảnh sử dụng wipe trong Túy thiên sứ. Kurosawa trong tất cả những lời giải thích luôn dành sự chú trọng đặc biệt tới phần nhạc phim, đặc biệt với sự nhấn mạnh vào việc hoà trộn giữa âm thanh và hình ảnh, trong đó âm nhạc hoặc hiệu ứng âm thanh sẽ giải thích một cách mỉa mai trêu chọc về hình ảnh thay vì chỉ đơn thuần củng cố nó. (hồi kí của Nogami Teruyo đưa ra một số ví dụ từ Túy thiên sứ và Con chó đi lạc.) Ông cũng tham gia với một số nhà soạn nhạc đương đại xuất sắc của Nhật Bản, bao gồm Hayasaka Fumio (người mất năm 1955) và nhạc sĩ nổi tiếng quốc tế Takemitsu Toru.
Kurosawa sử dụng một số chủ đề chính định kỳ trong các bộ phim của mình. Chúng bao gồm: (a) mối quan hệ chủ nhân-môn đồ giữa một cố vấn thường lớn tuổi hơn và một hoặc nhiều người học việc, thường liên quan đến tinh thần cũng như làm chủ kỹ thuật và tự chủ; (b) nhà vô địch anh hùng, cá nhân đặc biệt xuất hiện từ tập thể con người để tạo ra một cái gì đó hoặc đấu tranh cho một số bất công; (c) mô tả những thái cực của thời tiết như cả những hình ảnh tượng trưng kịch tính và biểu tượng cho niềm đam mê của con người; và (d) sự tái diễn của các chu kỳ bạo lực dã man không thể tránh khỏi trong lịch sử. Theo Stephen Prince, chủ đề sau cùng này bắt đầu từ Ngai vàng đẫm máu (1957), và tái xuất trong những bộ phim của Kurosawa trong thập niên 1980. Prince gọi chủ đề này là "sự phản truyền thống với phương thức anh hùng, tận tuỵ của điện ảnh Kurosawa."

## Sự nghiệp
Năm 1936 Kurosawa tham gia một khóa học làm đạo diễn tại một hãng phim lớn, hãng PCL (sau này là hãng phim Toho). Ông được tuyển dụng và trở thành trợ lý đạo diễn cho Kajiro Yamamoto. Sau tác phẩm đầu tay Sanshiro Sugata, những bộ phim tiếp theo do ông đạo diễn được làm dưới sự giám sát chặt chẽ của chính phủ Nhật thời chiến và đôi khi mang những chủ đề dân tộc chủ nghĩa. Một ví dụ là bộ phim The Most Beautiful được coi là bộ phim tuyên truyền cho việc phụ nữ Nhật tham gia lao động cho các nhà máy quân sự.
Tuy nhiên, ngay ở tác phẩm đầu tiên sau chiến tranh của ông, bộ phim No Regrets for Our Youth, Kurosawa đã chỉ trích chế độ cũ của Nhật Bản với câu chuyện của một người vợ có chồng là nhà hoạt động cánh tả bị chính quyền bắt vì niềm tin chính trị của mình. Kurosawa còn làm một số bộ phim khác về đề tài Nhật Bản hiện đại, đáng chú ý nhất là Drunken Angel và Stray Dog. Tuy nhiên bộ phim mang lại danh tiếng quốc tế cho Akira lại là Rashomon (La Sinh Môn), một bộ phim có đề tài lịch sử và đã giành giải Sư tử vàng tại Liên hoan phim Venice.
Trong giai đoạn làm nhiều phim nhất, từ cuối thập niên 1940 đến giữa thập niên 1960, Kurosawa thường cộng tác với một số người nhất định. Hayasaka Fumio sáng tác nhạc cho 7 phim của ông, trong đó có Rashomon (La Sinh Môn), Muốn sống và Bảy võ sĩ. Nhiều kịch bản phim như Throne of Blood, Seven Samurai và Ran (Loạn) được ông viết cùng Oguni Hideo. Muraki Yoshiro là chỉ đạo nghệ thuật cho phần lớn các phim của Kurosawa từ sau Stray Dog (1949) còn Nakai Asakazu đã quay cho Kurosawa tới 11 phim trong đó có Ikiru, Seven Samurai và Ran. Kurosawa cũng thường làm việc với các diễn viên như Shimura Takashi, Nakadai Tatsuya và Mifune Toshiro. Sự cộng tác giữa Kurosawa và Mifune bắt đầu từ bộ phim Drunken Angel (1948) và kết thúc là bộ phim năm 1965, Red Beard, là một trong những sự cộng tác giữa đạo diễn và diễn viên nổi tiếng nhất trong lịch sử điện ảnh.
Bộ phim Red Beard đánh dấu bước ngoặt trong sự nghiệp đạo diễn của Kurosawa khi đây là bộ phim cuối cùng ông làm với diễn viên Mifune Toshirō và cũng là bộ phim đen trắng cuối cùng của ông. Sau đó Kurosawa ký hợp đồng với hãng 20th Century Fox để làm bộ phim Tora! Tora! Tora! cho Hollywood nhưng cuối cùng ông lại bị thay thế bởi Masuda Toshio và Fukasaku Kinji. Các bộ phim tiếp theo của Kurosawa thường rất khó tìm được nguồn tài chính và thường phải làm ròng rã trong nhiều năm. Bộ phim đầu tiên trong số này, Dodesukaden, một tác phẩm về những người nghèo khổ sống ở bãi rác, đã không thành công. 

Bộ phim Dersu Uzala của Kurosawa

Sau lần tự tử không thành, Kurosawa tiếp tục làm phim dù vẫn rất khó khăn trong việc tìm nguồn tài chính trong nước cho dù ông đã là một đạo diễn nổi tiếng thế giới. Dersu Uzala (1975), được làm tại Liên Xô với bối cảnh là vùng Siberi vào đầu thế kỷ XX là bộ phim duy nhất của Kurosawa được làm bên ngoài Nhật Bản và không dùng tiếng Nhật. Tác phẩm này đã giành giải Oscar cho Phim nói tiếng nước ngoài hay nhất. Một bộ phim khác của ông, Kagemusha, lại được đầu tư bởi những người ngưỡng mộ Kurosawa, đó là hai đạo diễn nổi tiếng George Lucas và Francis Ford Coppola. Còn Ran (1985), một chuyển thể của Akira từ tác phẩm nổi tiếng Vua Lear, lấy bối cảnh là Nhật Bản thời xưa, chỉ được hoàn thành với sự giúp đỡ của nhà sản xuất người Pháp Serge Silberman. Đây cũng là dự án điện ảnh lớn nhất của Kurosawa và ông phải mất cả một thập kỷ để lên kế hoạch và tìm nguồn tài chính, bộ phim thành công lớn và được coi là tác phẩm lớn cuối cùng của Kurosawa. Trong một lần trả lời phỏng vấn, Akira đã nói rằng Ran là bộ phim hay nhất ông đã từng làm.
Trong thập niên 1990 Kurosawa làm thêm 3 bộ phim nữa là Dreams, Rhapsody in August và Madadayo. Kurosawa qua đời sau một cơn đột quỵ ở Tokyo vào tuổi 88.
Sau cơn mưa (1998) là bộ phim được phát hành sau khi ông qua đời, bộ phim được đạo diễn bởi cộng sự thân thiết nhất của Kurosawa là Koizumi Takashi và có sự tham gia của Mifune Shiro (con trai của Toshiro). Kịch bản và lời thoại của bộ phim này đều do Kurosawa viết trước khi mất.

## Phong cách làm phim

### Nội dung
Rất nhiều phim của Kurosawa được lấy cảm hứng từ các tác phẩm văn học nổi tiếng, đặc biệt là từ các tác phẩm của William Shakespeare: Ran dựa theo Vua Lear, Throne of Blood dựa theo Macbeth còn The Bad Sleep Well dựa theo Hamlet. Kurosawa còn đạo diễn những phim chuyển thể trực tiếp từ các tác phẩm văn học Nga, trong đó có phim Thằng ngốc (1951) chuyển thể từ tiểu thuyết cùng tên của Dostoevsky, bộ phim Dưới đáy (1957) chuyển thể từ vở kịch của Maxim Gorky, bộ phim Ikiru dựa theo tác phẩm của Lev Nikolayevich Tolstoy Cái chết của Ivan Ilyich.
Mặc dù phải nhận nhiều chỉ trích cho rằng tác phẩm của Kurosawa quá "Tây", những bộ phim của Akira vẫn cho thấy ảnh hưởng sâu sắc của văn hóa Nhật như Kabuki, kịch Noh.
Khi Kurosawa gặp đạo diễn huyền thoại John Ford, người được cho là có ảnh hưởng nhiều nhất tới các sáng tác của Akira, Ford chỉ nói đơn giản: "Anh thực sự thích mưa đấy nhỉ.", Kurosawa trả lời "Ông rất quan tâm tới các bộ phim của tôi đấy."

### Kỹ thuật
Kurosawa có kỹ thuật quay phim rất khác biệt. Ông ưa thích sử dụng máy quay từ xa để làm các cảnh quay trở nên phẳng, Akira cũng tin rằng việc để máy quay xa sẽ giúp các diễn viên diễn xuất tốt hơn. Kurosawa còn thích dùng nhiều máy quay cho cùng một cảnh phim, giúp ông có thể quay một hành động từ nhiều góc quay khác nhau. Một đặc điểm nữa trong phim của Kurosawa là việc sử dụng các yếu tố thời tiết để nhấn mạnh tâm trạng nhân vật, ví dụ như mưa nặng hạt trong cảnh đầu phim Rashomon và trận chiến cuối cùng trong Seven Samurai, cái nóng dữ dội trong Stray Dog, gió lạnh trong Yojimbo, tuyết trong Ikiru và sương mù trong Throne of Blood. 

Kurosawa đang chỉ đạo diễn xuất trong Ran

Kurosawa có biệt danh "Tenno", có nghĩa là "Hoàng đế", biệt danh này đã miêu tả phong cách đạo diễn độc tài của ông. Là người cầu toàn, ông dành rất nhiều thời gian và nỗ lực cho việc đạt được hiệu quả hình ảnh mong muốn. Trong Rashomon, Akira thậm chí còn dùng mực Tàu nhuộm nước mưa để tạo hiệu quả mưa nặng hạt, cảnh phim này cũng tiêu tốn tất cả lượng nước dự trữ xung quanh. Còn trong phim Throne of Blood, ở cảnh kết phim khi nhân vật do Mifune đóng bị trúng tên, Kurosawa đã dùng những mũi tên thật được những xạ thủ chuyên nghiệp bắn ở tầm gần và chỉ cách người của Mifune có vài phân. Còn trong phim Ran, cả một toàn lâu đài đã được xây dựng ở sườn núi Phú Sĩ chỉ để sau đó bị đốt cháy trong cảnh cao trào của phim.
Tính cầu toàn của Kurosawa còn được thể hiện qua cách ông xử lý phục trang cho nhân vật: ông cảm thấy rằng một bộ phục trang mới sẽ làm nhân vật của mình trông không thật, vì vậy Akira thường giao trang phục cho diễn viên vài tuần trước khi quay và yêu cầu những người này mặc hàng ngày để làm những bộ trang phục này trông vừa vặn hơn với họ. Trong vài trường hợp, ví dụ trong bộ phim Seven Samurai khi phần lớn nhân vật là những nông dân nghèo, các diễn viên đã được yêu cầu mặc làm sao cho phục trang của họ trở nên rách rưới vào thời điểm khởi quay.

## Ảnh hưởng

Seven Samurai, bộ phim có ảnh hưởng lớn của Kurosawa

Những bộ phim của Kurosawa đã có ảnh hưởng lớn tới điện ảnh thế giới và tạo cảm hứng cho nhiều đạo diễn và tác phẩm ở nhiều nền điện ảnh khác nhau.
Bộ phim Seven Samurai của Akira đã được làm lại vài lần trong nhiều thể loại khác nhau như phim cao bồi, phim khoa học viễn tưởng, phim võ thuật. Những tác phẩm chính bao gồm:
- The Magnificent Seven (1960, đạo diễn John Sturges)[158]
- Beach of the War Gods (1973)
- Battle Beyond the Stars (1980)
- World Gone Wild (1988, đạo diễn Lee Katzin)

Ngoài ra còn vài bộ phim lấy ý tưởng từ truyện phim của Seven Samurai như Three Amigos và A Bug's Life. Một tiểu thuyết của Stephen King, Wolves of the Calla cũng có cốt truyện tương tự bộ phim này của Kurosawa.
Rashomon đã được làm lại năm 1964 với tên The Outrage đạo diễn bởi Martin Ritt. Mới đây nhất bộ phim Anh hùng (Hero) của đạo diễn Trương Nghệ Mưu cũng có truyện phim tương tự Rashomon.
Một bộ phim khác của Akira, The Hidden Fortress đã có ảnh hưởng đến tác phẩm nổi tiếng của George Lucas Chiến tranh giữa các vì sao, đặc biệt là phần 4 (A New Hope) và phần 6 (Return of the Jedi) và hai nhân vật R2-D2 và C-3PO.

## Tác phẩm
| Năm  | Tên tiếng Anh                         | Tên tiếng Nhật          |
| ---- | ------------------------------------- | ----------------------- |
| 1943 | Sanshiro Sugata                       | 姿三四郎                |
| 1944 | The Most Beautiful                    | 一番美しく              |
| 1945 | Sanshiro Sugata Part II               | 續姿三四郎              |
| 1945 | The Men Who Tread On the Tiger's Tail | 虎の尾を踏む男達        |
| 1946 | No Regrets for Our Youth              | わが青春に悔なし        |
| 1946 | One Wonderful Sunday                  | 素晴らしき日曜日        |
| 1948 | Drunken Angel                         | 酔いどれ天使            |
| 1949 | The Quiet Duel                        | 静かなる決闘            |
| 1949 | Stray Dog                             | 野良犬                  |
| 1950 | Scandal                               | 醜聞                    |
| 1950 | Rashomon                              | 羅生門                  |
| 1951 | Thằng ngốc                            | 白痴                    |
| 1952 | Ikiru                                 | 生きる                  |
| 1954 | Seven Samurai                         | 七人の侍                |
| 1955 | Record of a Living Being              | 生きものの記録          |
| 1957 | Throne of Blood                       | 蜘蛛巣城                |
| 1957 | Dưới đáy                              | どん底                  |
| 1958 | The Hidden Fortress                   | 隠し砦の三悪人          |
| 1960 | The Bad Sleep Well                    | 悪い奴ほどよく眠る      |
| 1961 | Yojimbo                               | 用心棒                  |
| 1962 | Sanjuro                               | 椿三十郎                |
| 1963 | High and Low                          | 天国と地獄              |
| 1965 | Red Beard                             | 赤ひげ                  |
| 1970 | Dodesukaden                           | どですかでん            |
| 1975 | Dersu Uzala                           | Дерсу Узала (tiếng Nga) |
| 1980 | Kagemusha                             | 影武者                  |
| 1985 | Ran                                   | 乱                      |
| 1990 | Akira Kurosawa's Dreams               | 夢                      |
| 1991 | Rhapsody in August                    | 八月の狂詩曲            |
| 1993 | Madadayo                              | まあだだよ              |

## Giải thưởng
- 1951 – Giải Sư tử vàng của Liên hoan phim Venice cho Rashomon
- 1951 – Giải danh dự Phim nói tiếng nước ngoài hay nhất tại lễ trao giải Oscar cho Rashomon
- 1955 – Giải Sư tử bạc của Liên hoan phim Venice cho Seven Samurai
- 1975 – Giải Oscar Phim nói tiếng nước ngoài hay nhất cho Dersu Uzala
- 1980 – Giải Cành cọ vàng tại Liên hoan phim Cannes cho Kagemusha
- 1982 – Giải Sư tử vàng cho thành tựu trọn đời tại Liên hoan phim Venice
- 1984 – Huân chương Bắc đẩu bội tinh (Legion d'Honneur) của Nhà nước Pháp
- 1990 - Giải thưởng văn hóa Fukuoka Asian Culture Prize
- 1990 – Giải Oscar danh dự Thành tựu trọn đời
- 2006 – Giải thưởng đặc biệt tại Liên hoan phim Iran lần thứ 10

## Cuộc sống riêng
Vợ của Kurosawa là bà Yaguchi Yoko. Hai người có một con trai tên là Hisao và một con gái là Kazuko.
Kurosawa nổi tiếng là người ham mê ẩm thực, ông dành rất nhiều tiền trong ngân quỹ làm phim để mua thức ăn ngon cho diễn viên và đoàn làm phim. Tuy nhiên lượng lớn thịt được ông mua cho phim là để tạo hiệu quả âm thanh cho những trận đấu kiếm trong phim
Akira có một người bạn thân là đạo diễn Honda Ishiro, đạo diễn của loạt phim nổi tiếng Godzilla.

## Chuyện ngoài lề
- Kurosawa xuất hiện trong bài hát La Vie Boheme của vở nhạc kịch Broadway Rent.
- Kurosawa cũng được nhắc đến trong bài hát của nhóm Barenaked Ladies, One Week.